# Schloss Karlsberg

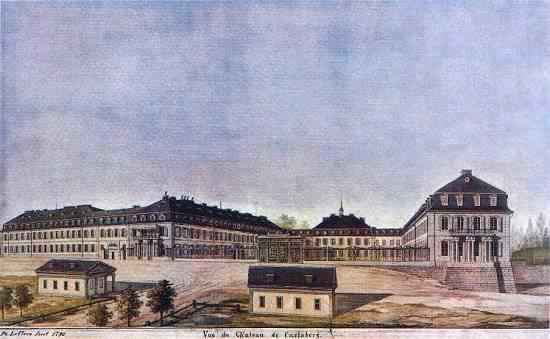
Schloss Karlsberg 1790

Schloss Karlsberg wurde 1778–1788 von Herzog Karl II. August von Pfalz-Zweibrücken auf dem 366 m hohen Buchenberg (heute Karlsberg) bei Homburg errichtet. Das glanzvolle Schloss in Bruchhof-Sanddorf bestand nur wenige Jahre. Von der Schlossanlage ist einzig das Baumagazin erhalten.

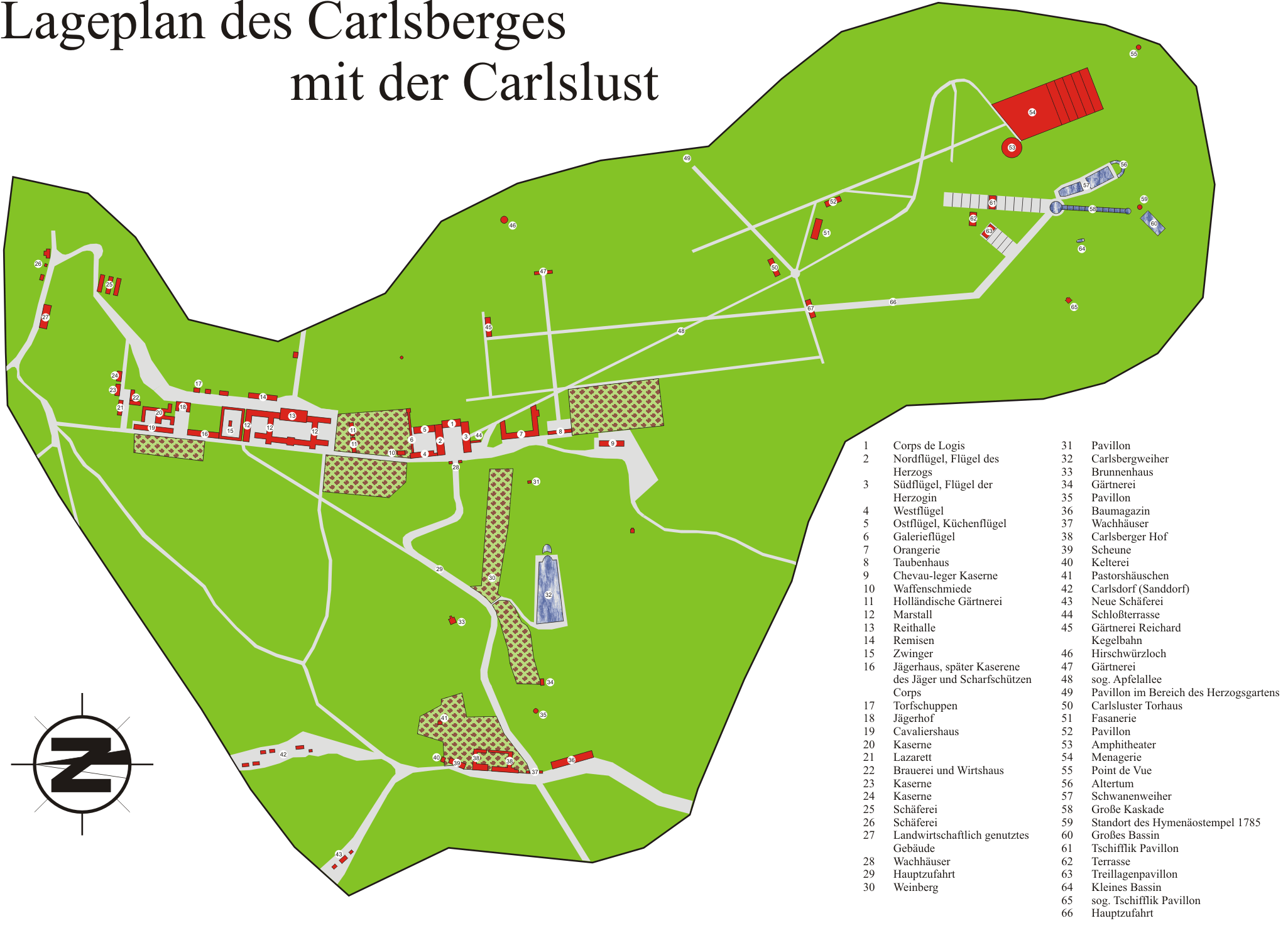
Lageplan des Karlsberges

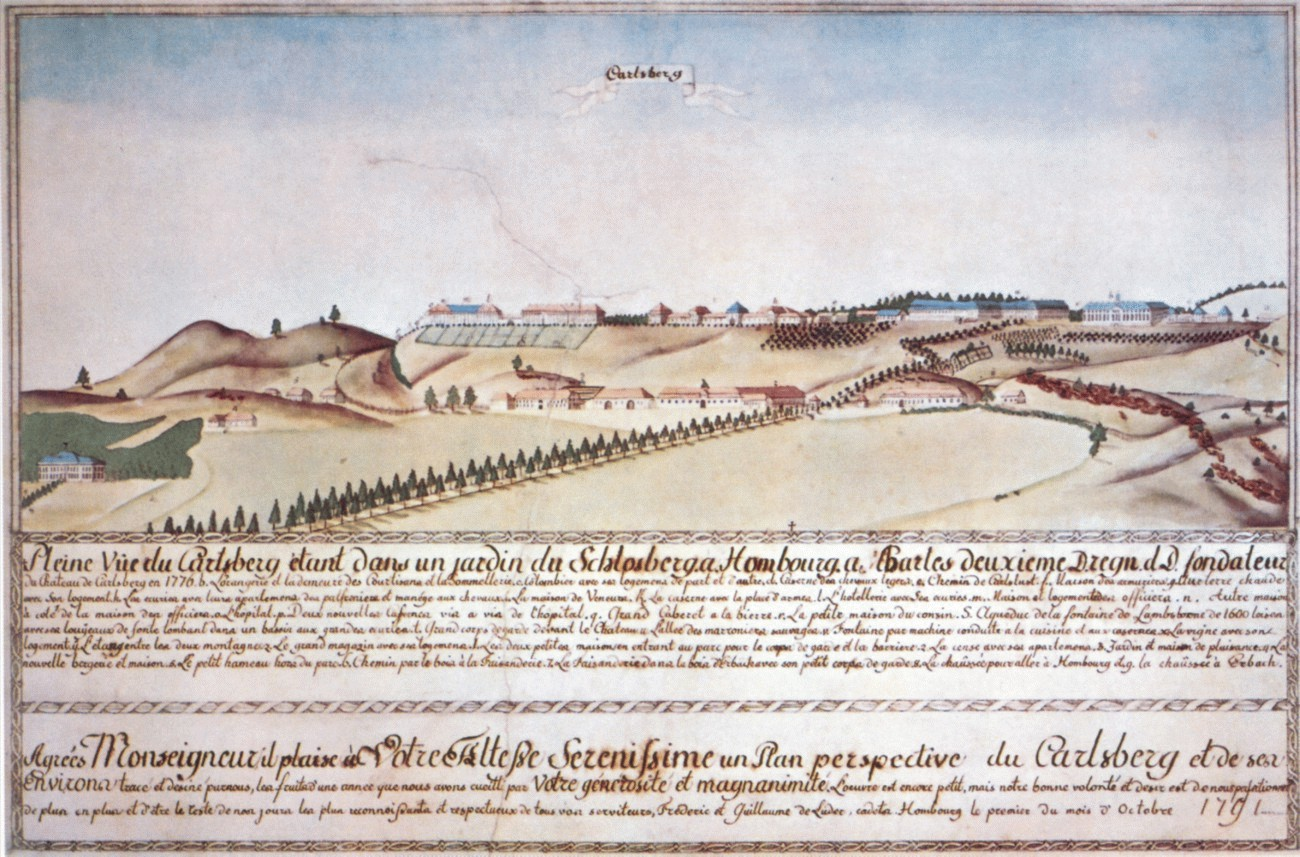
Die Gesamtanlage 1791

## Geschichte

### Die Keimzelle
Die Keimzelle des Schlosses Karlsberg war der von Freiherr von Closen 1760 erbaute Louisenhof auf dem Buchenberg bei Homburg, der große Ähnlichkeit mit dem heute noch vorhandenen Königsbrucher Hof, umbenannt in Gut Königsbruch, in Bruchhof-Sanddorf hatte. Nach seinem Tod fiel der Gutshof an seine Witwe.
Nach dem Tod des Herzogs Christian IV. 1775 folgte als Landesherr sein Neffe Karl II. August. Zwei Jahre später, am 27. Juli 1777, kaufte Karl II. August für 35.000 Gulden und 60 neue Louis d’or den Louisenhof. Nach Mannlichs Memoiren geschah dieses unter dem Einfluss seiner Mätresse Caroline Auguste von Esebeck, einer Schwägerin der Besitzerin.

### Das Schloss
Zwischen 1778 und 1788 ließ Herzog Karl II. August von Pfalz-Zweibrücken auf dem Gelände des Louisenhofes Schloss Karlsberg errichten. Im Jahr 1779 verlegte er seine Residenz dorthin. Am 28. Juli 1793 wurde dieses Schloss von französischen Revolutionstruppen zerstört.
Johann Christian Mannlich war der Generalbaudirektor des Herzogs von Zweibrücken und leitender Architekt auf dem Karlsberg. Seine Entwürfe im Stile des Klassizismus entstanden zeitgleich mit dem Schloss in Wörlitz und zählen somit zu den frühesten klassizistischen Gebäuden in Deutschland.
Auf Schloss Karlsberg wurde 1787 der bayerische General und griechische Kriegsminister Heinrich Christian von Schmaltz geboren.

### Zerstörung des Schlosses

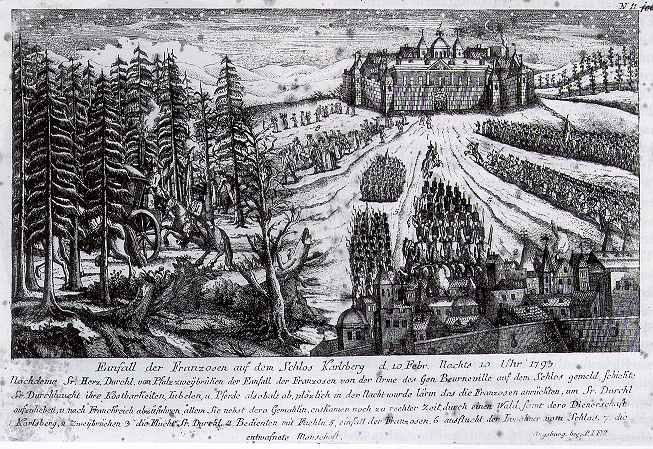
Einfall der Franzosen auf Schloss Karlsberg 1793

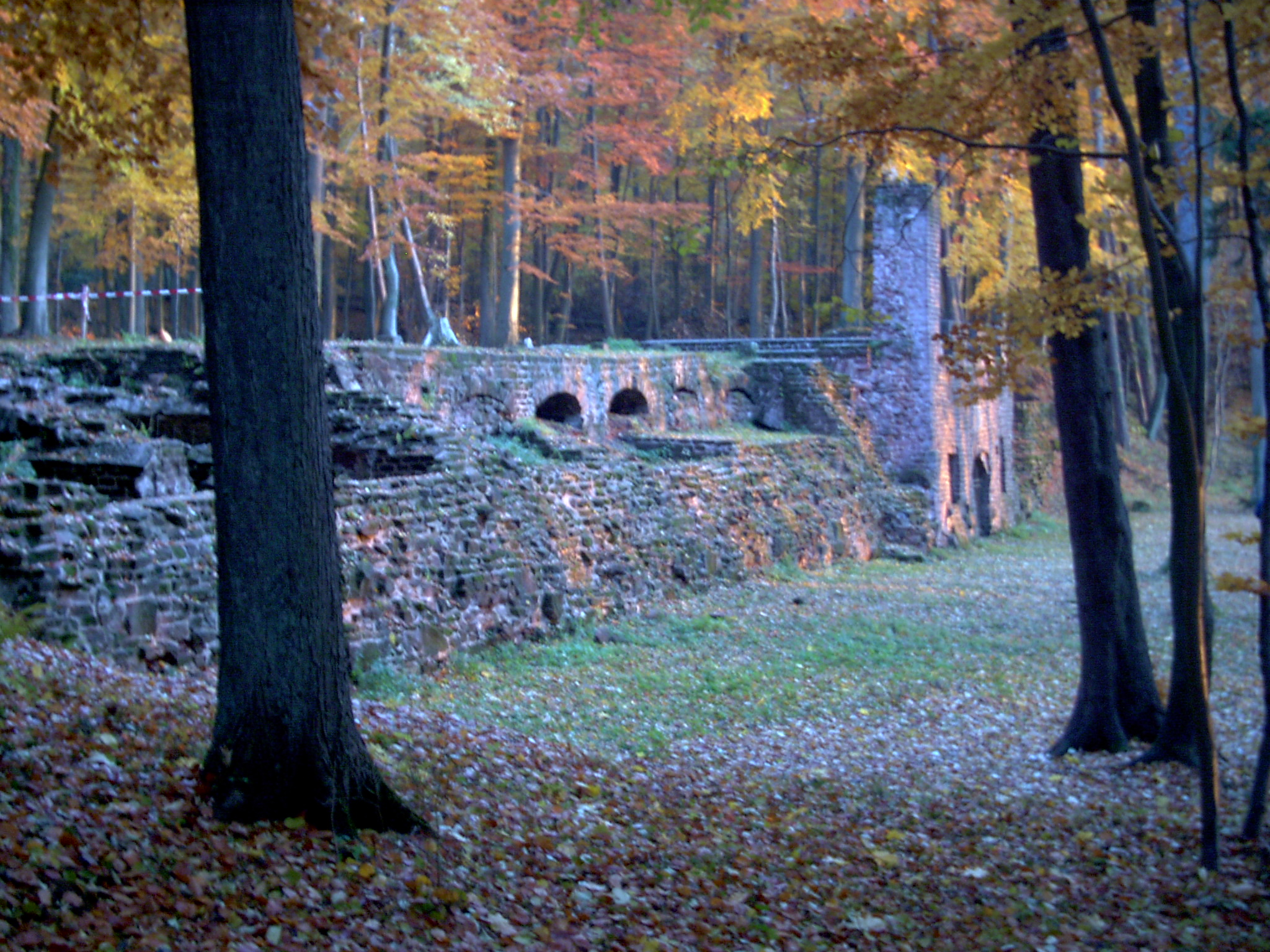
Ruine der Orangerie des Schlosses Karlsberg

Nach dem Ausbruch der Französischen Revolution und auch nach Beginn des Ersten Koalitionskrieges (1792–1797) blieb der Herzog aufgrund der ihm von der französischen Regierung versicherten Neutralität in seinem Herzogtum, das von französischen Truppen umgeben war. Nach der Hinrichtung Ludwigs XVI. sollte auch Karl II. August in Paris der Prozess gemacht werden. Bevor er von französischen Truppen am 9. Februar 1793 gefangen genommen werden konnte, wurde er von einem Bauern aus Rohrbach gewarnt und floh über Kaiserslautern nach Mannheim. In der Folgezeit lebte er im Mannheimer Schloss und in seinem Schloss bei Rohrbach (Heidelberg).
Im folgenden halben Jahr war das Schloss abwechselnd in preußischer und französischer Hand. Unter preußischem Schutz wurde begonnen, die Einrichtung über Kaiserslautern nach Mannheim zu evakuieren.
Nach der Kapitulation der französischen Truppen in Mainz zog sich die Entsatzarmee durch das Glantal zurück, es kam zu Plünderungen. Am 28. Juli 1793 wurde das Schloss zur allgemeinen Plünderung freigegeben und am Abend angezündet. Hierfür seien bis zu 100 Wagen Stroh bis aus der Gegend von Metz herbeigebracht worden. Am nächsten Morgen waren die Franzosen abgezogen und die umliegende Bevölkerung begann, die Überreste zu plündern.
Der Brand zerstörte hauptsächlich die Gebäude, die der Herzog selbst bewohnt hatte, und die Gebäude, die aus Holz (Fachwerk) waren. Der Karlsberg war in der Folgezeit noch weiter bewohnt. Im November des Jahres 1793 verzeichnen die Kirchenbücher noch Geburten auf dem Karlsberg, die Rechnungen des Hofstaats gehen bis in das Jahr 1797. Am stärksten hatten die Bewohner des Karlsberges unter den Folgen zu leiden. Sie verloren durch die Plünderung ihr Eigentum und durch die Zerstörung ihre Unterkunft.
Nach der Zerstörung zerfielen die Überreste infolge fehlender Erhaltungsmaßnahmen immer weiter. Unter Napoleon wurden die Ruinen der Witwe des Herzogs zurückgegeben, unter der Auflage, die Ruinen bis auf die Erdoberfläche abzutragen.
Die Einrichtung des Karlsberges verteilt sich auf den gesamten süddeutschen Raum. Teile wurden nach dem Tod Herzogs Karl II. August versteigert. Der Rest befindet sich unter anderem an folgenden Orten:
- Schloss Nymphenburg, Residenz München, Residenz Bamberg, Residenz Würzburg, Königliches Schloss Berchtesgaden: Möbel
- Historisches Museum der Pfalz, Deutsches Jagd- und Fischereimuseum, Königliches Schloss Berchtesgaden: Waffen
- Silberkammer Residenz München: Reste des Tafelsilbers
- Alte Pinakothek: Gemäldesammlung
- Staatliche Graphische Sammlung München: Graphische Sammlung
- Staatliche Münzsammlung München: Münzen
- Staatsbibliothek Bamberg: Bibliothek

## Ausstattung

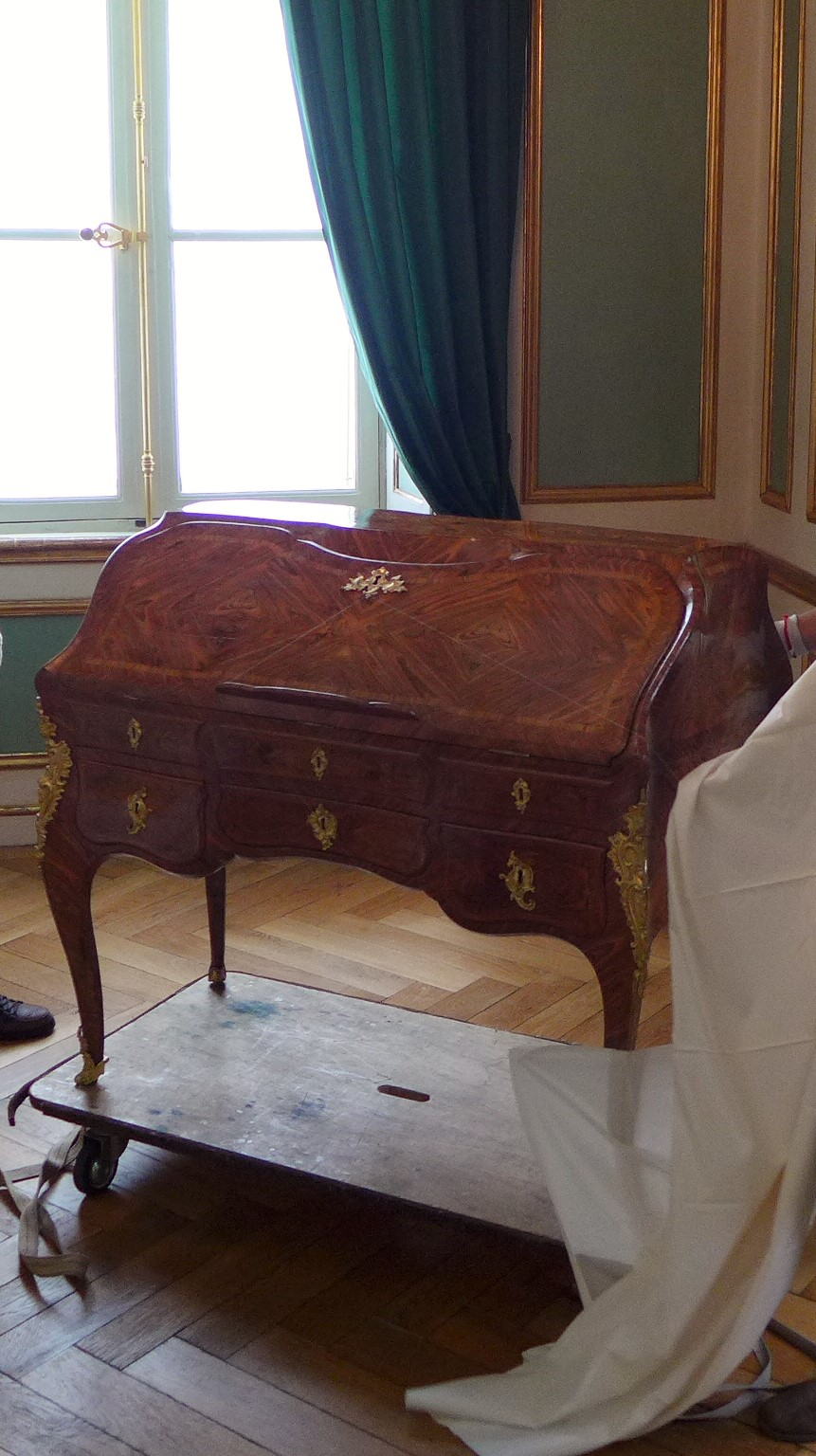
Sekretär aus Schloss Karlsberg, jetzt im Schloss Nymphenburg

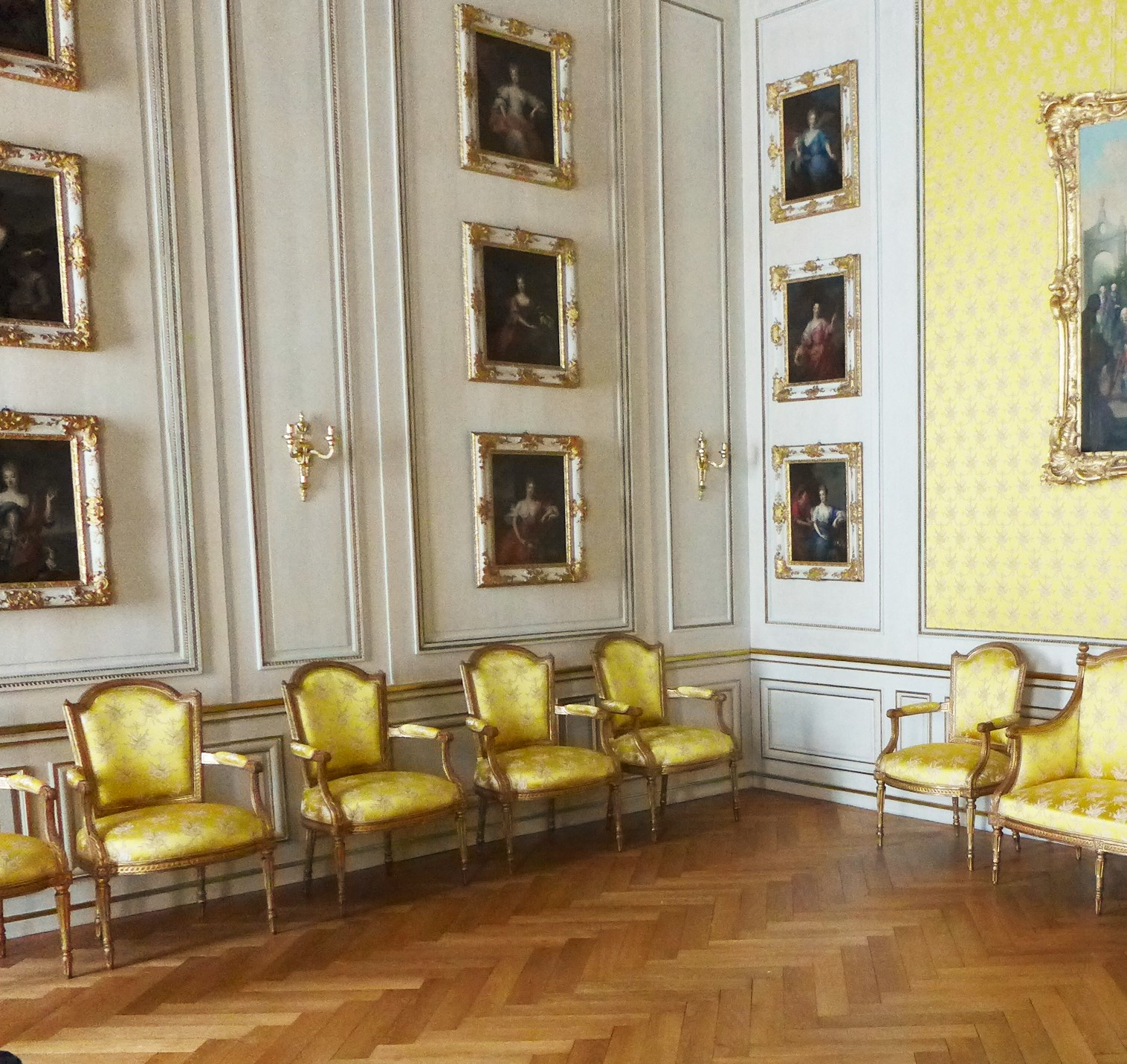
Sitzgruppe aus Schloss Karlsberg, jetzt im Schloss Nymphenburg

Die Ausstattung des Karlsberger Schlosses wurde hauptsächlich von Hoflieferanten des französischen Königs geschaffen. Eine weitere Quelle waren die anderen Zweibrücker Schlösser, aus denen Mobiliar auf den Karlsberg gebracht wurde.
Die aufwändig geschnitzten und vergoldeten Sitzgarnituren, Konsoltische, Bilderrahmen sowie Vertäfelungen, Tapetenleisten, Türblätter etc. wurden in erster Linie vom französischen Hofebenisten Georges Jacob gefertigt. Ebenfalls tätig war der Bildhauer François-Joseph Duret. Das Tafelsilber kam von Jean-Jacques Kirstein aus Straßburg. Die Stofftapeten und Möbelbezüge aus Seide oder mehrfarbigen Damasten wurden in Lyon gefertigt. Als Bildhauer waren u. a. Martin-Claude Monot und François-Joseph Duret tätig. Die Entwürfe zum Intérieur schufen Mannlich und Jean-Démosthène Dugourc.
Das Paradeschlafzimmer, von dem sich wesentliche Ausstattungsteile in der Residenz München und im Königlichen Schloss Berchtesgaden erhalten haben, enthielt ein aufwändiges Bett à la Romaine, das stilprägend für vergleichbare Möbel des Königs von Frankreich wurde. Bevor es nach Homburg geliefert wurde, wurde das Paradebett im Atelier des Vergolders Menage ausgestellt und erregte dort großes Aufsehen.

## Die Gartenanlage – Die Karlslust
Die Gartenanlage des Schlosses lässt sich in drei Teile aufteilen: den Park am Schloss, die Karlslust und das Hirschwürzloch. Während man bei den Anlagen direkt am Schloss von einem starken barocken Einfluss ausgehen kann, so ist die Karlslust, die im vormals wegen der düsteren wilden Landschaft „Teufelsloch“ genannten Tal erschaffen wurde, mehr ein englischer Landschaftsgarten. Der Erschaffer der Gartenanlage ist nicht genau bestimmbar. Einen Gesamtplan für die Gartenanlage gab es wohl ebenso wenig wie für das Schloss. Mannlich berichtet in seinen Memoiren, dass er verschiedene Entwürfe für einzelne Gartenszenarien geliefert hatte. Auch Friedrich Ludwig von Sckell arbeitete nach eigenen Angaben zwei Mal für den Zweibrücker Herzog, ohne genau die Werke anzugeben.
Wohl war auch der Zweibrücker Hofgärtner Johann Ludwig Petri, von dem auch das barocke Rad des Schwetzinger Schlossparks stammt, an der Planung beteiligt. Des Weiteren dienten als Hofgärtner auf dem Karlsberg Ernst August Bernhard Petri und Bernhard Petri, ebenso Matthias Sckell, ein Bruder von Friedrich Ludwig von Sckell.

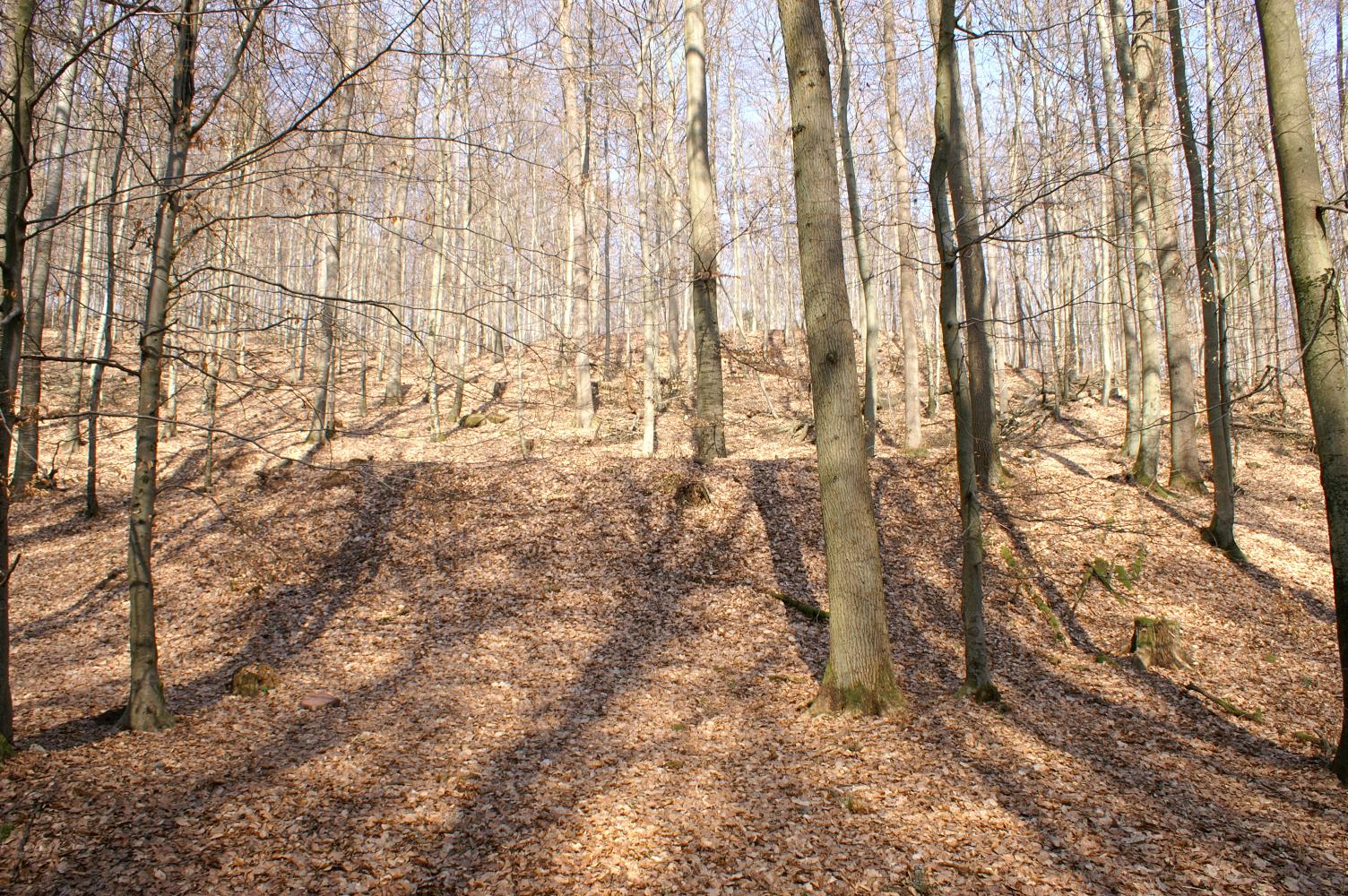
Terrassenanlage in der Karlslust
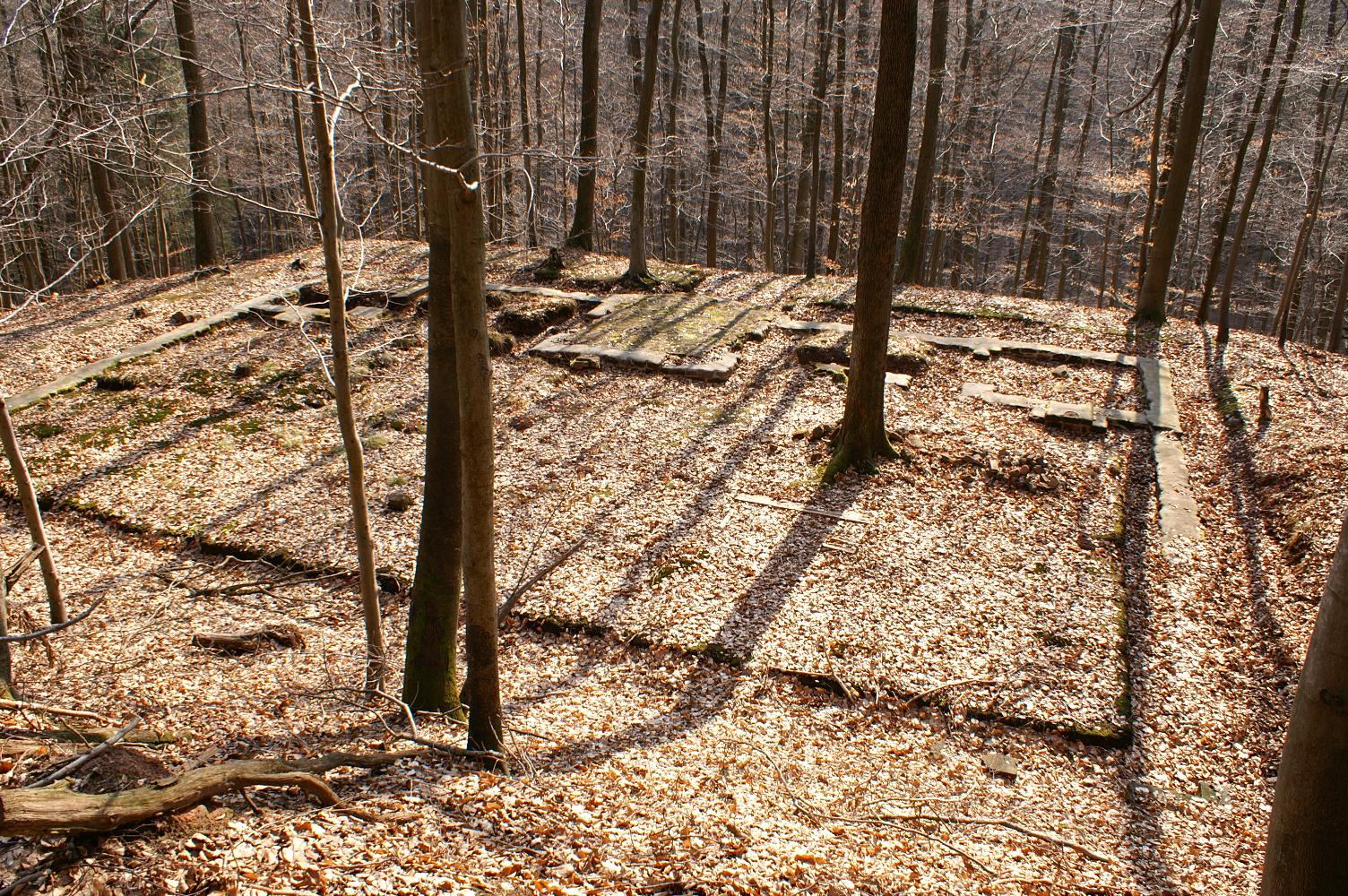
Blick auf den Trilagenpavillon
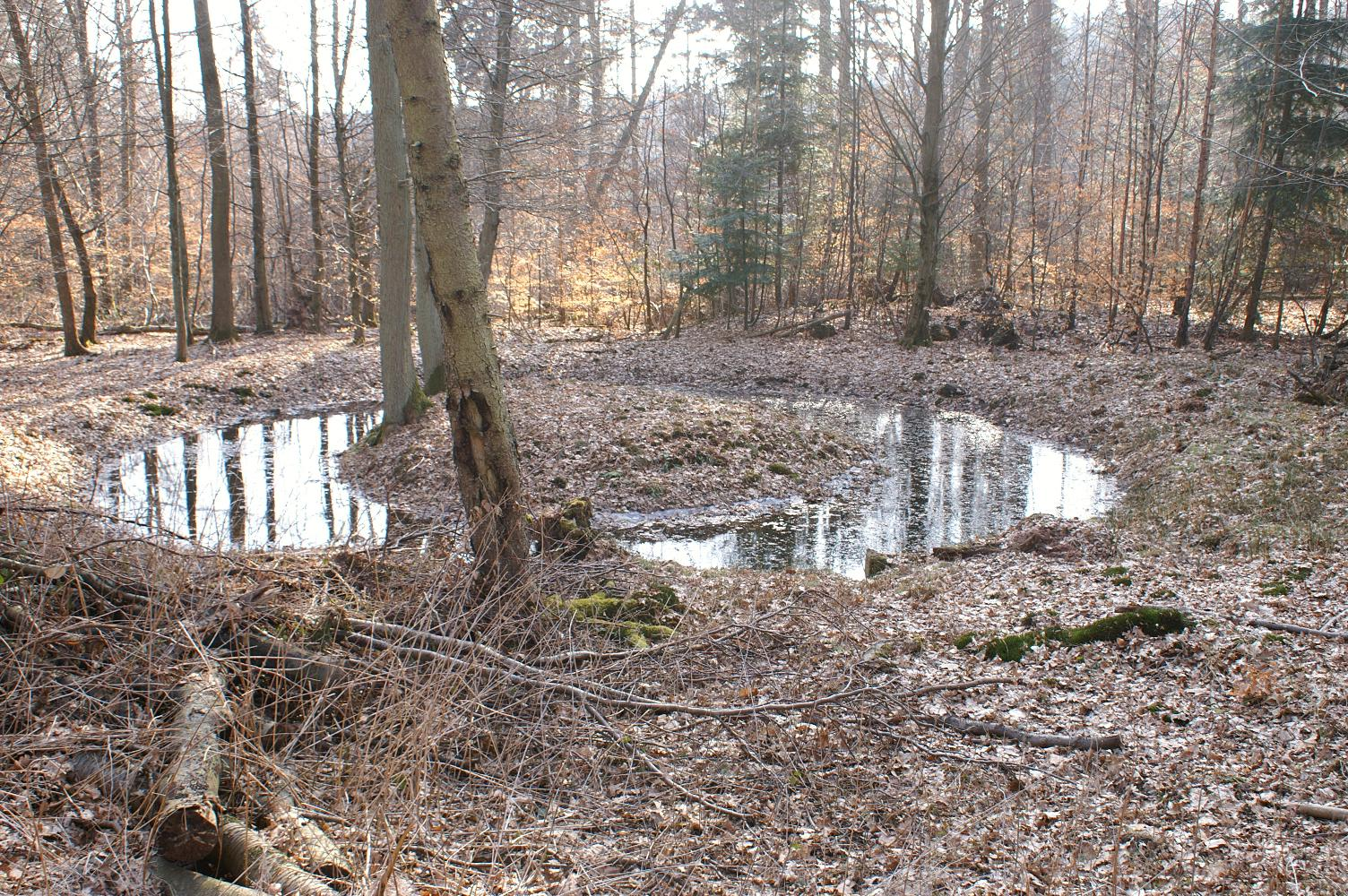
Brunnen am Eingang zur Karlslust
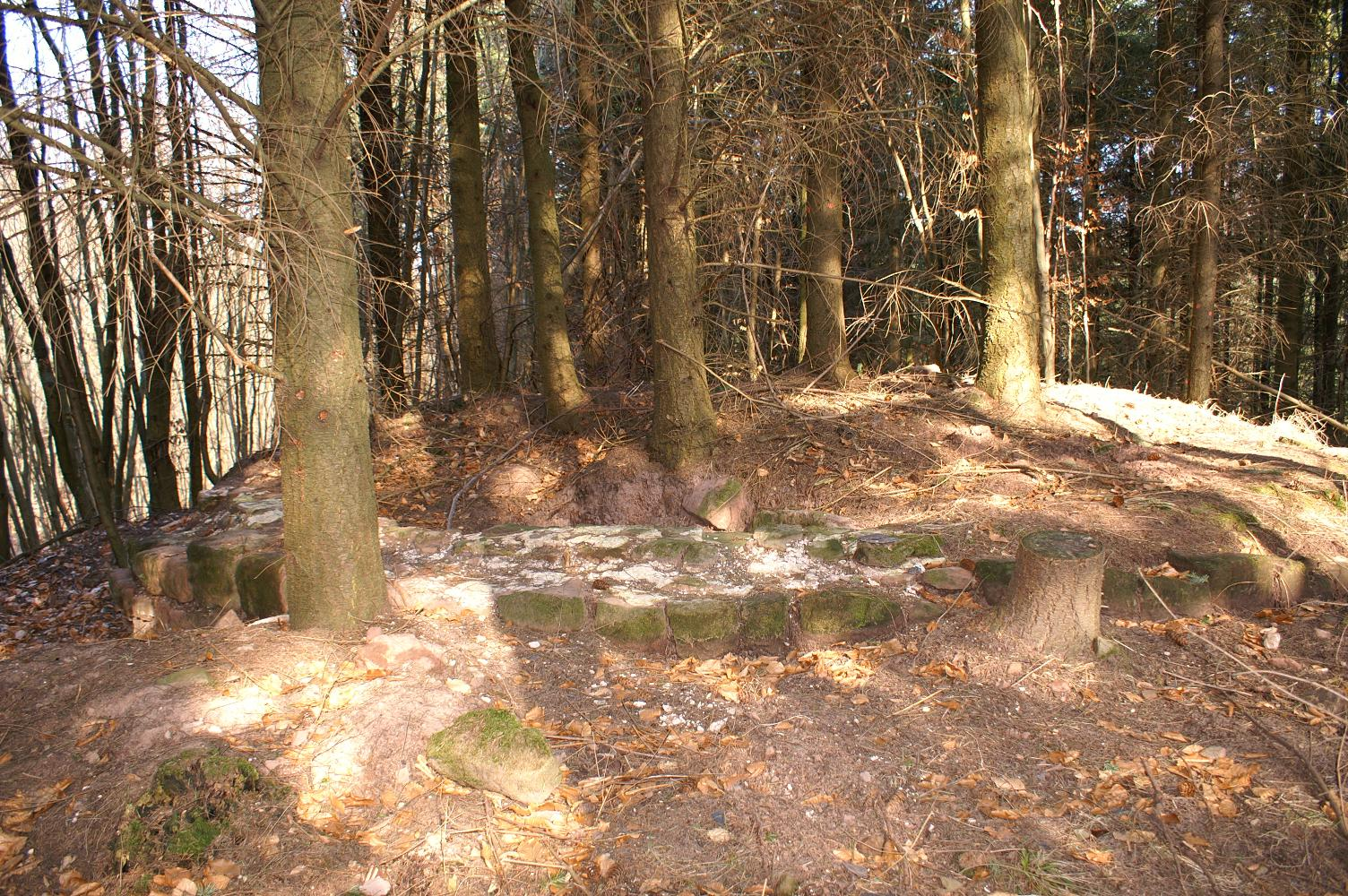
Fundamente eines Pavillons
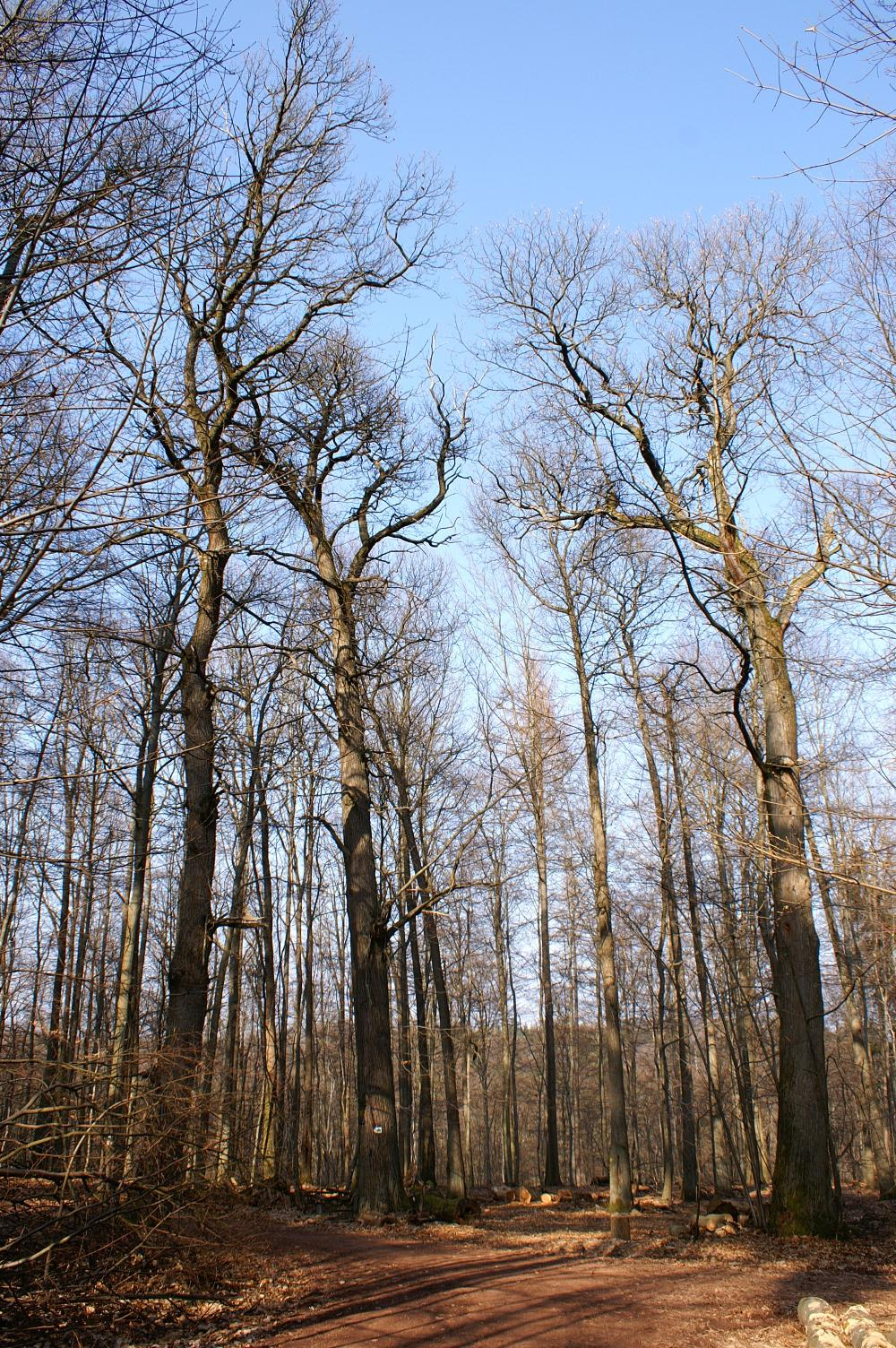
Herzogskastanien in der Karlslust
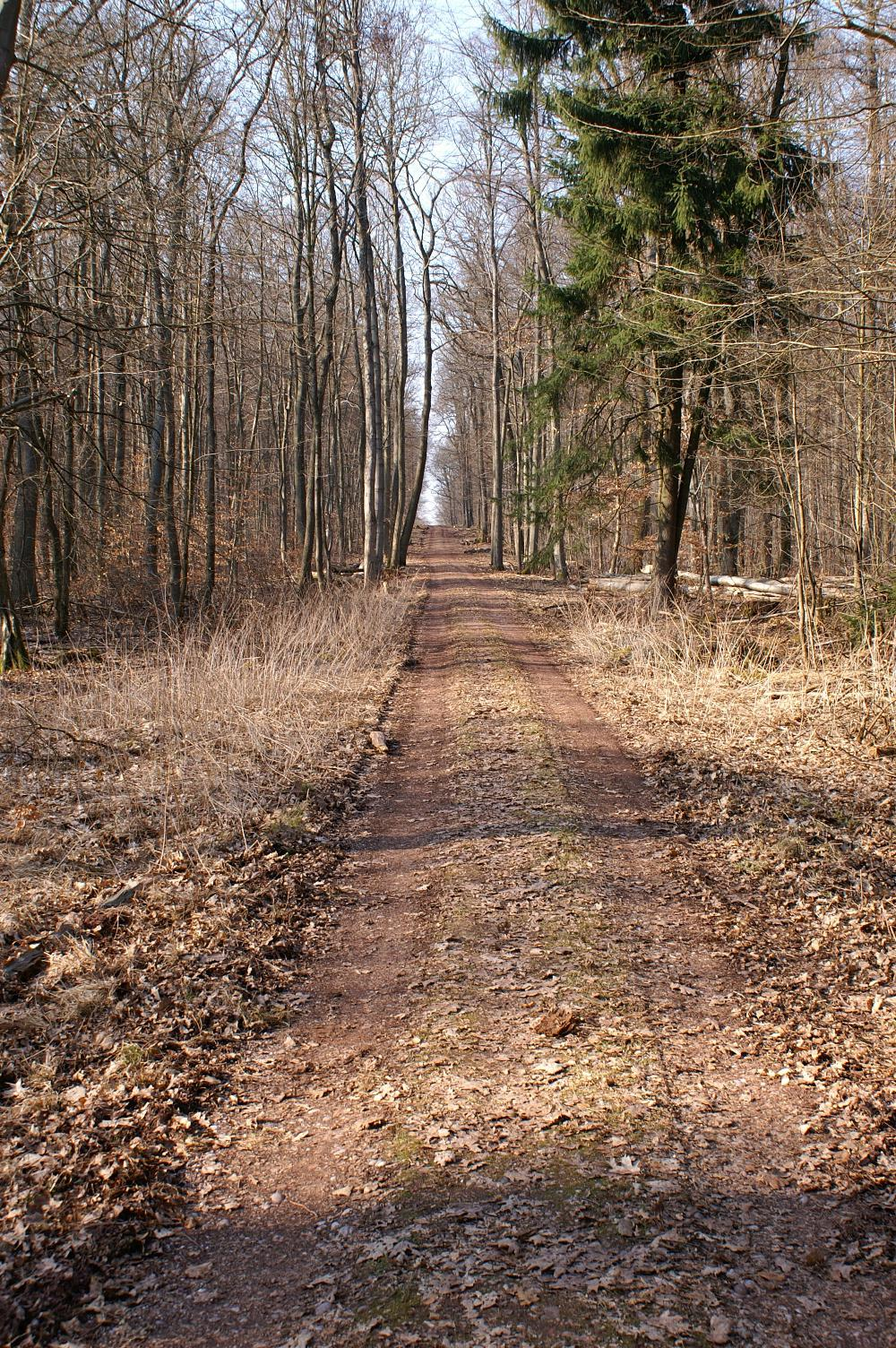
Apfelallee, Verbindung zur Karlslust

### Herzogskastanien
Die „Herzogskastanien“ waren ein Teil der Karlsluster Gartenanlage, über dem Hirschwürzloch. Die Bäume wurden zur Zeit Herzogs Karl II. August gepflanzt und überlebten die Zerstörung des Schlosses. Sie fielen 1990 dem Orkan „Wiebke“ zum Opfer. Die Bäume mit Esskastanien waren bei der Homburger Bevölkerung sehr beliebt zum Kastaniensammeln.

### Tschifflik-Pavillon – Die große Kaskade
Der sogenannte „Tschifflik-Pavillon“ ist ein Gebäude in der Karlslust. Die ursprüngliche Benennung und Nutzung ist heute unbekannt. Bis zu den Ausgrabungen auf dem Karlsberg in den 1950er Jahren hießen diese Gebäuderuinen Kapelle. Der Pavillon ist ein Gebäude im türkischen Stil, welcher in Kombination mit der „Großen Kaskade“ einen der Höhepunkte der Karlslust bildete. Pate für diese Anlage stand wohl Tschifflik bei Zweibrücken. Bei einer Feuerwerksexplosion am 19. Dezember 1785 verloren mehrere Menschen ihr Leben.
Die „Große Kaskade“ hat zehn Steigungen von 1,5 m Höhe und eine Stufenfläche von 10 × 10–15 m. Unweit des Startbeckens der Kaskade sind die Reste des „Großen Bassins“ zur Speisung der Kaskade zu sehen.
Aufgrund aktueller Forschungen kann man davon ausgehen, dass die als Tschifflik bezeichneten Ruinen in der Karlslust nicht vom Tschifflik stammen, sondern vom Gebäude, welches sich gegenüber der großen Kaskade auf einer Terrasse befand.

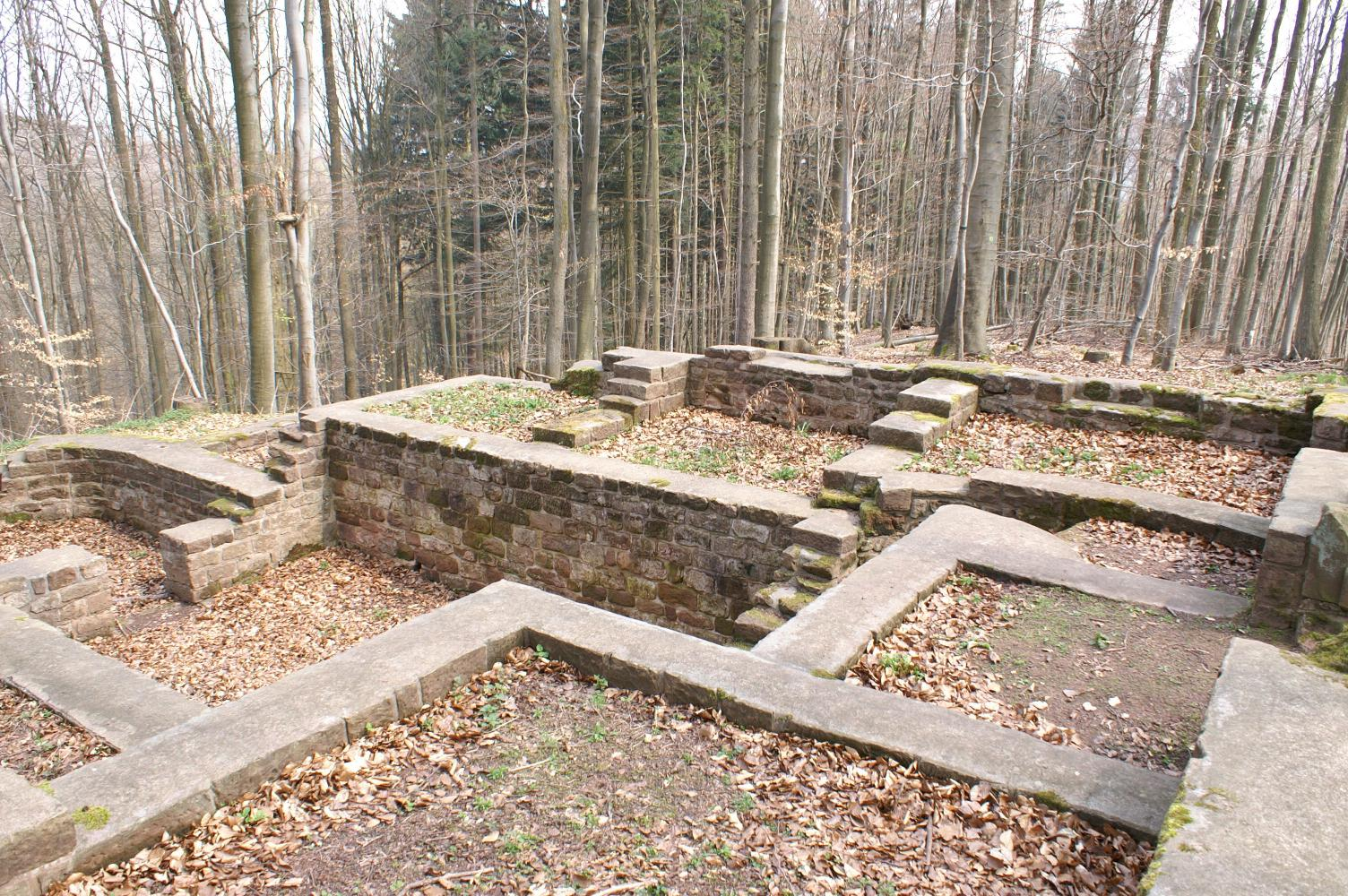
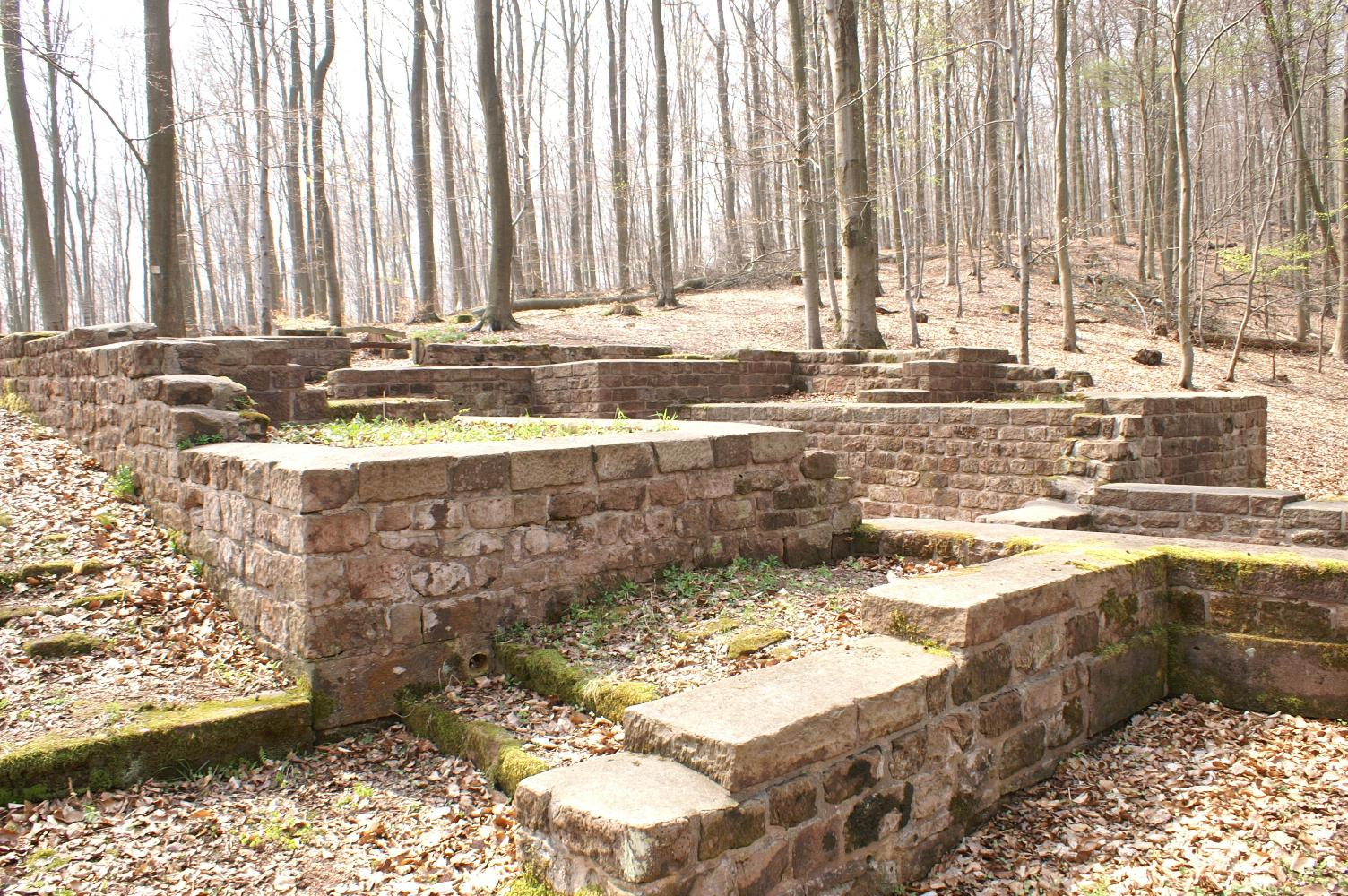
Überreste des „Tschiffliker Pavillon“
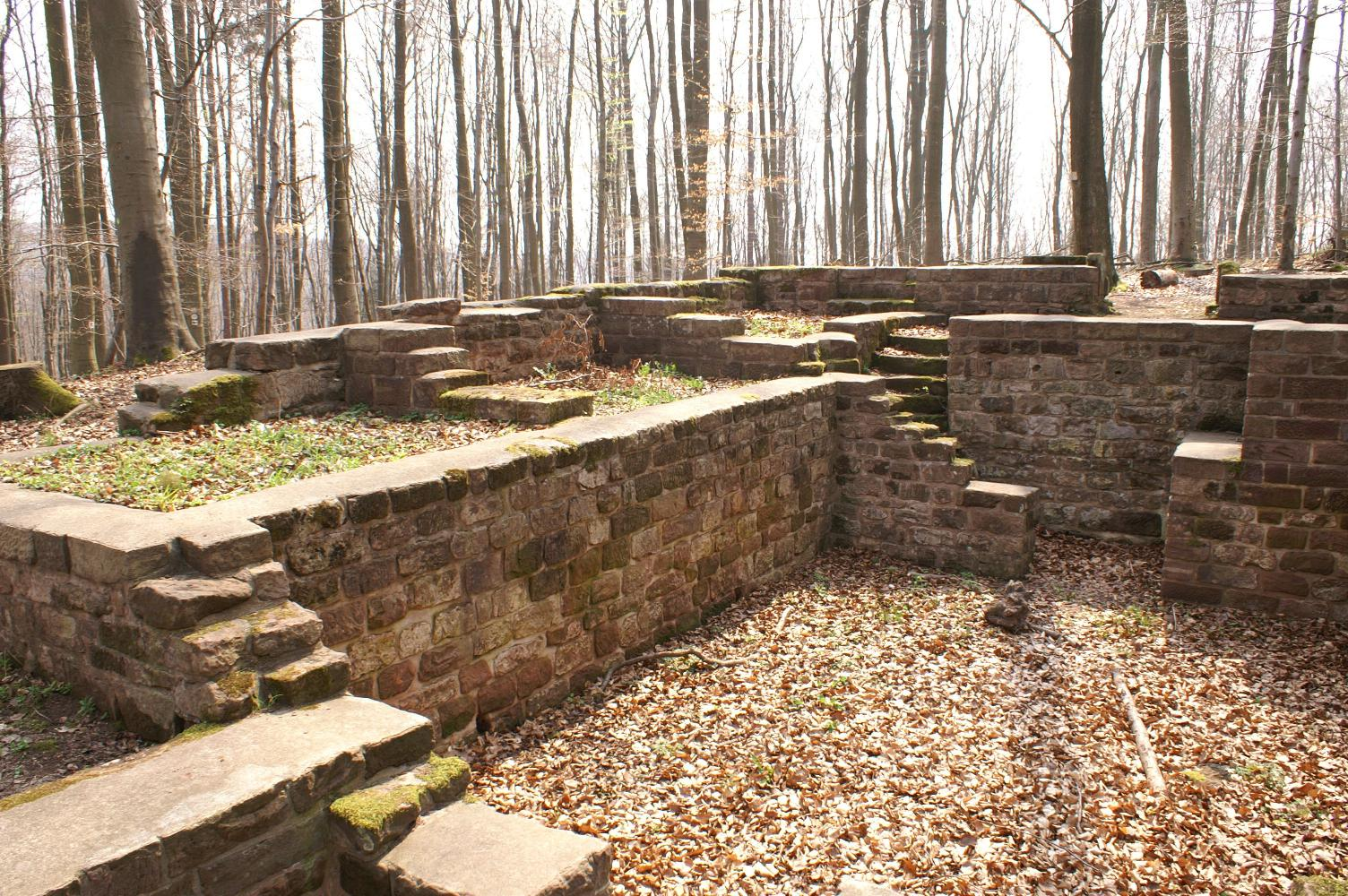
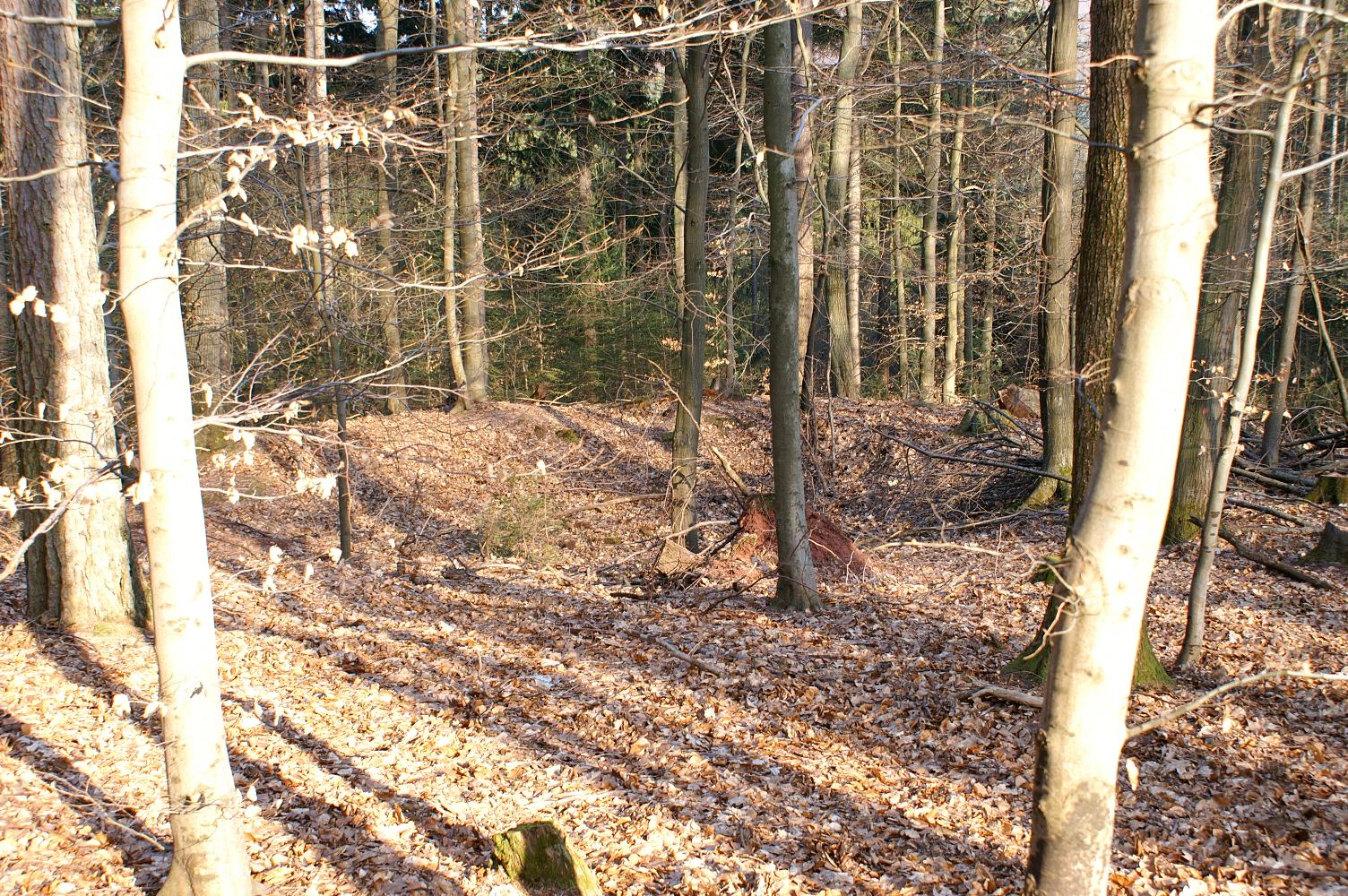
Startbassin der Großen Kaskade
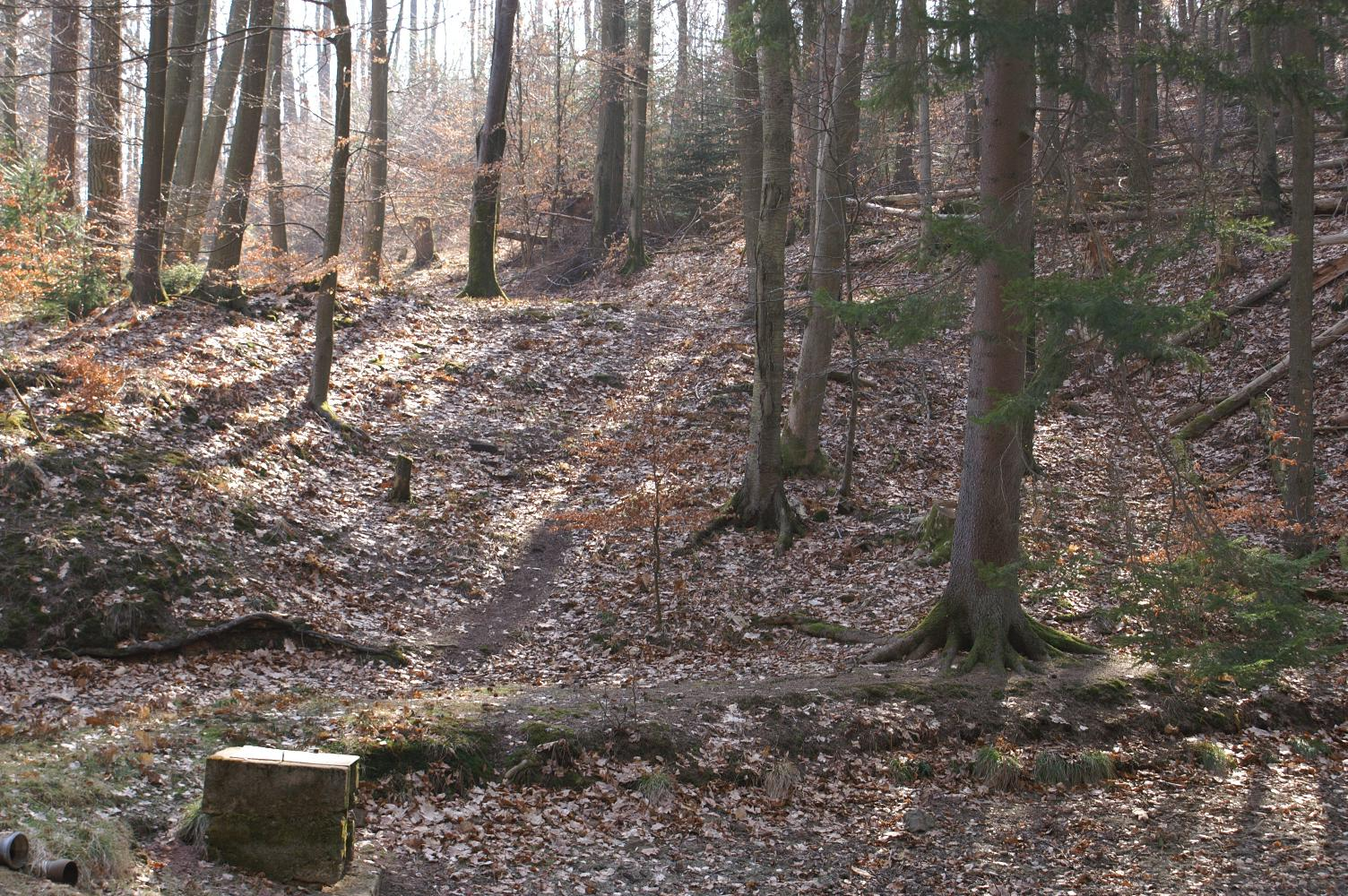
Mündung der Kaskade in den obersten Schwanenweiher
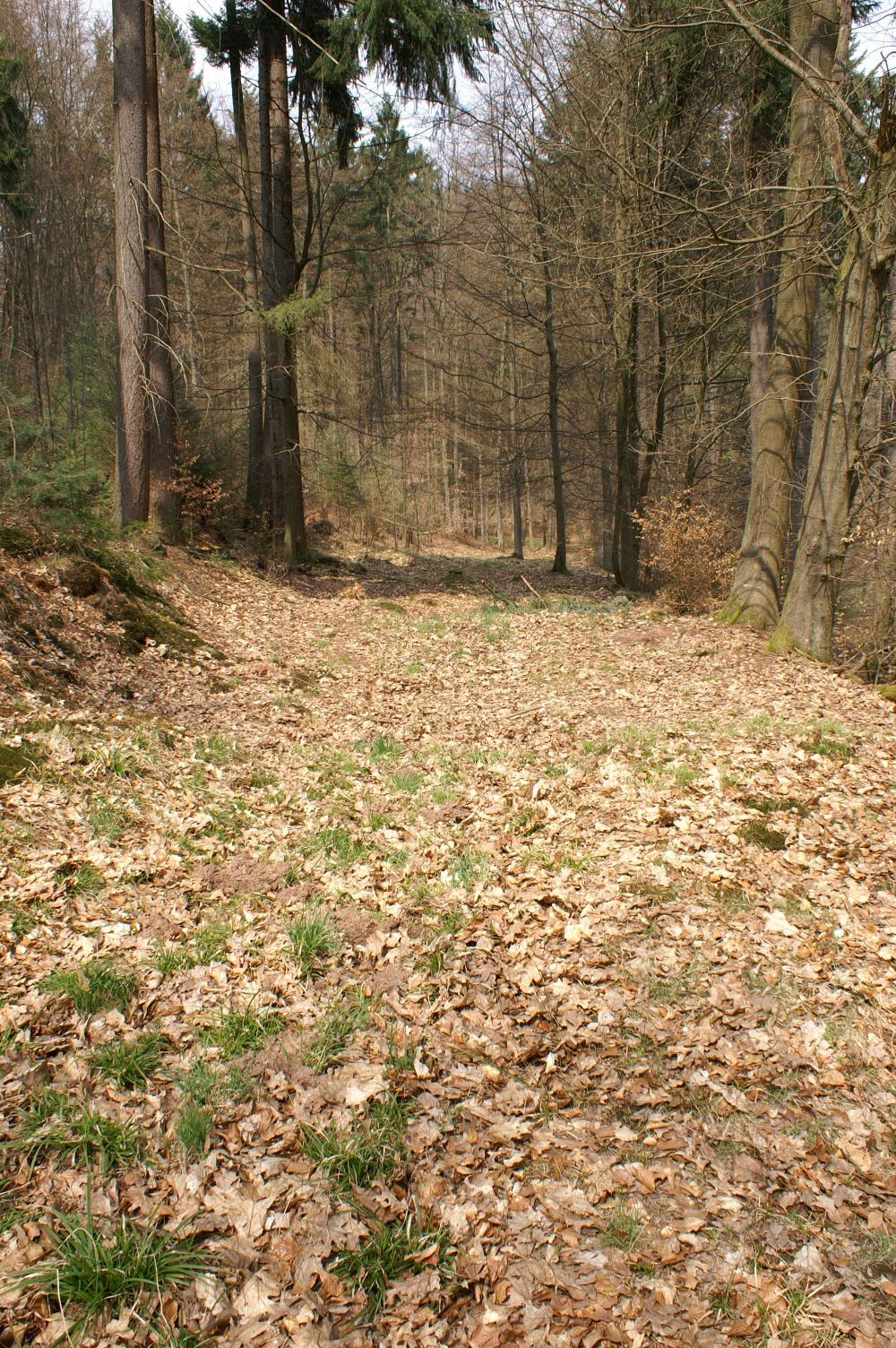
Blick entlang der Kaskade ins Tal
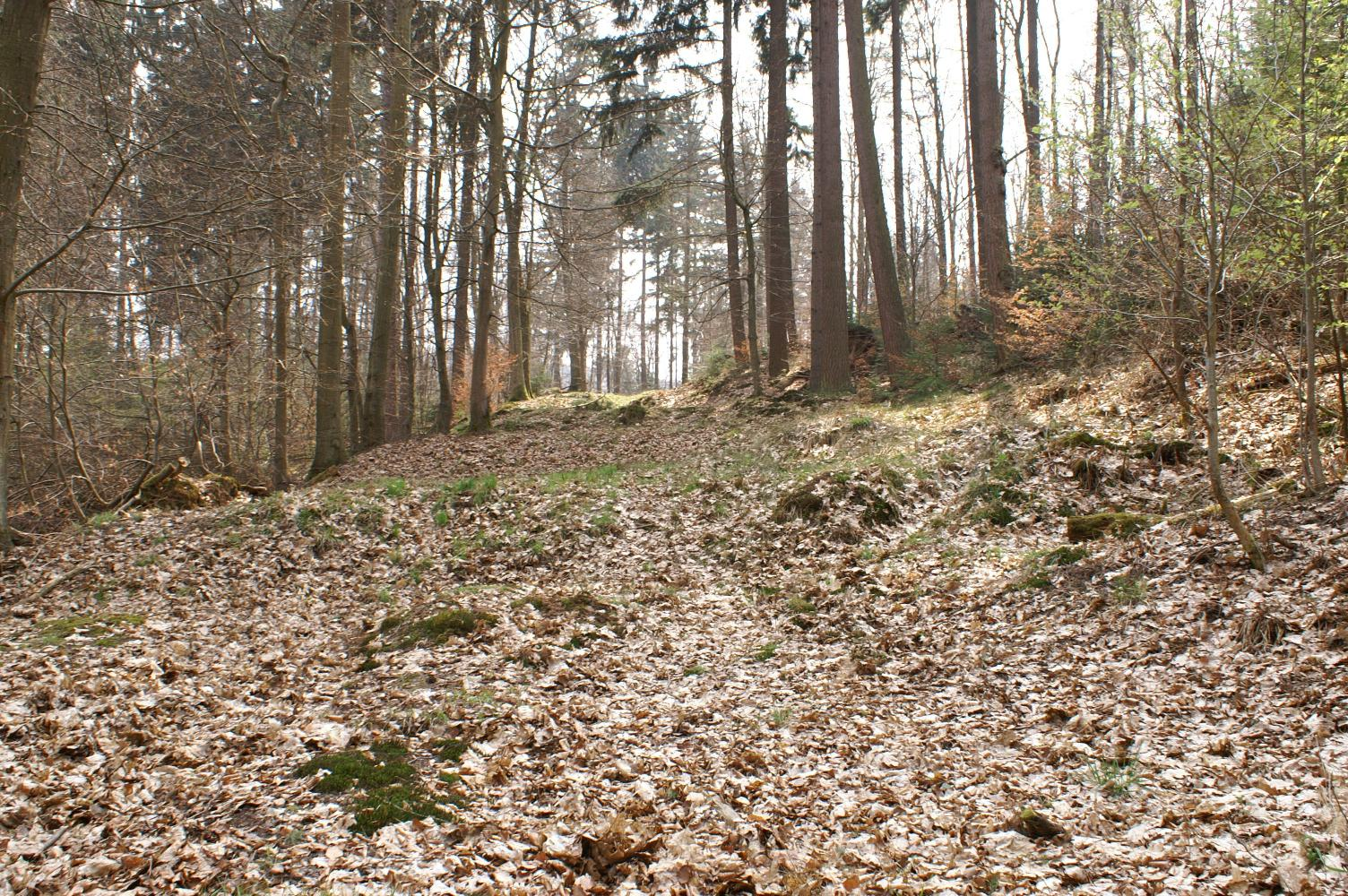
Blick entlang der Kaskade vom Tal
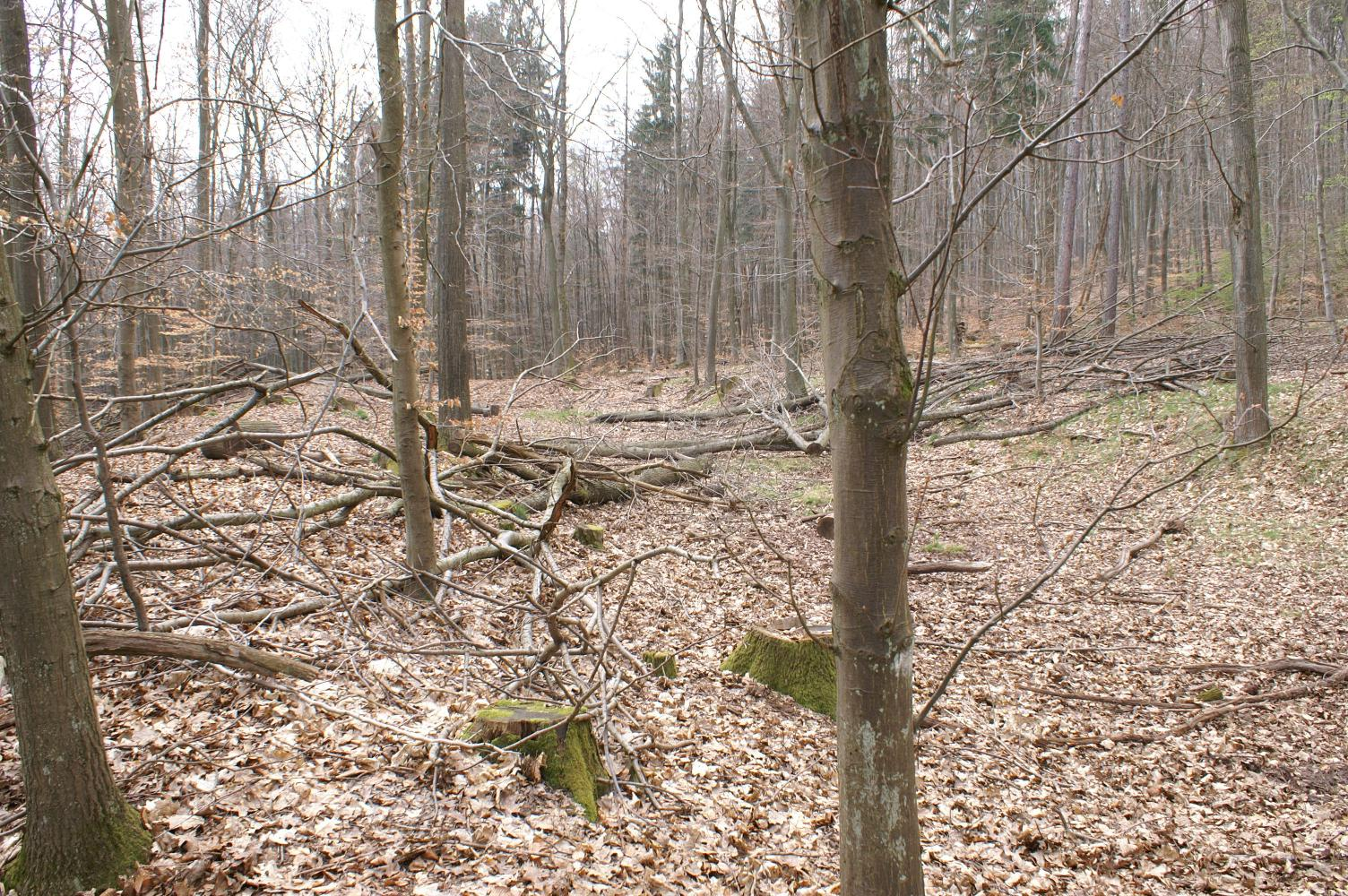
Vorratsbecken der Kaskade

### Bärenzwinger
Als „Bärenzwinger“ wird ein kreisrunder Ring mit 19 halbrunden „Käfigen“ und einer Loge bezeichnet. In der Mitte befindet sich ein Wassergraben mit einer quadratischen Insel, auf der ein Pavillon stand. Bei der Anlage handelte es sich keinesfalls um einen Bärenzwinger, wie er im Volksmund heißt, vielmehr handelte es sich bei den kleinen „Ställen“ um Volieren. Eine ähnliche Anlage ist heute noch im Schwetzinger Schlossgarten zu sehen.

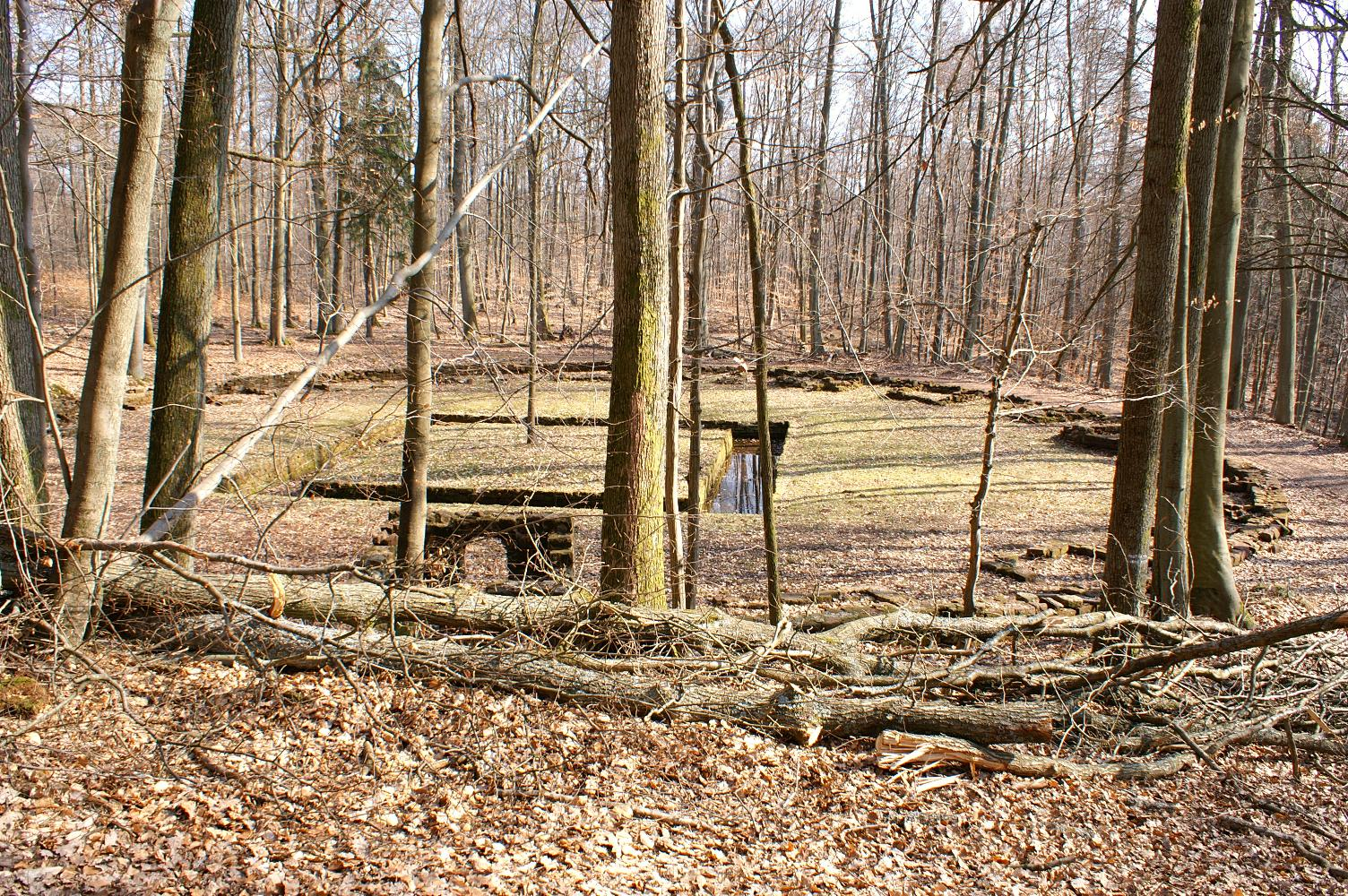
Blick auf den „Bärenzwinger“
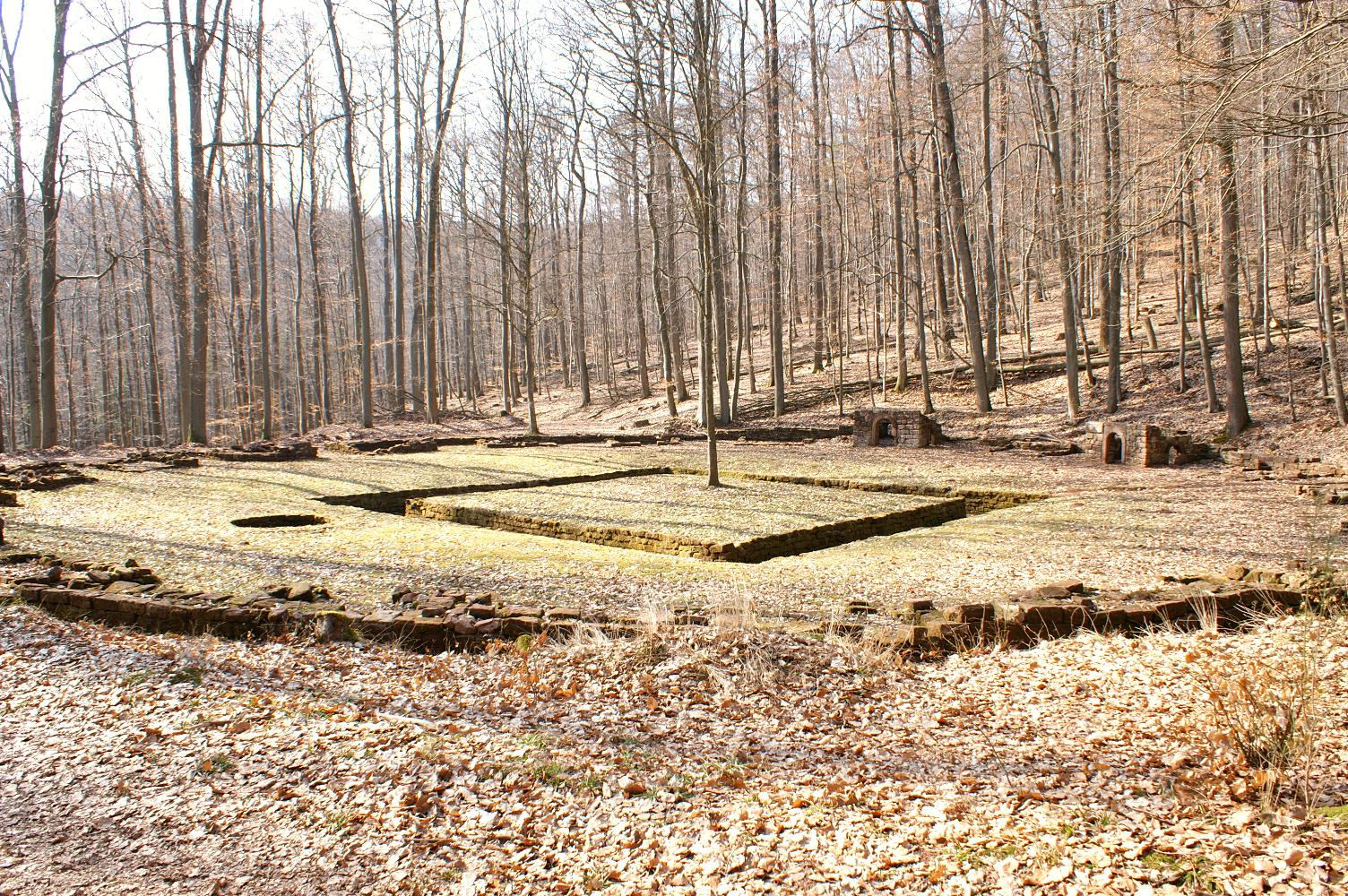
Blick auf den „Bärenzwinger“
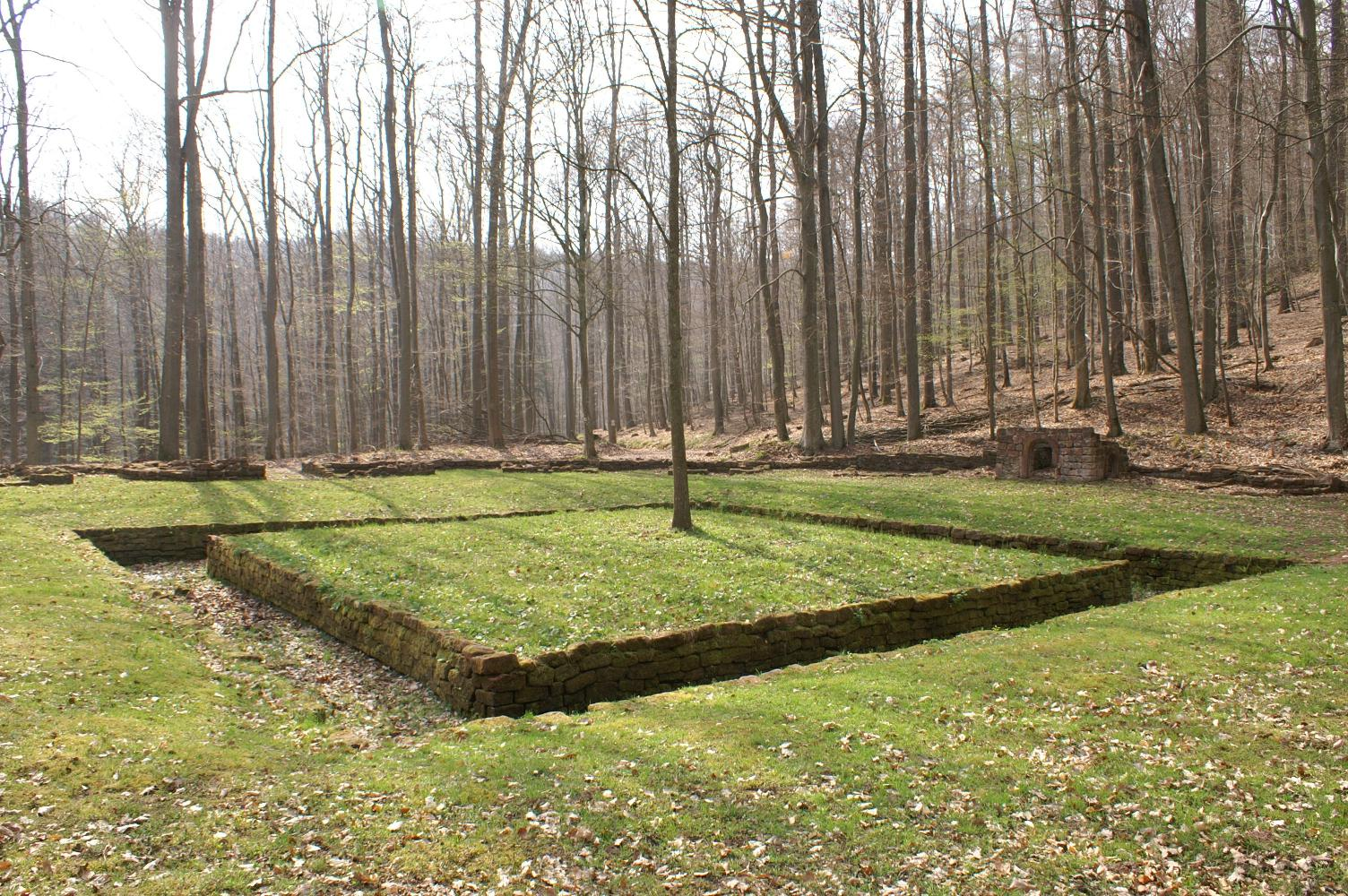
Insel im „Bärenzwinger“

### Schwanenweiher
Im Zentrum des Karlslusttales liegen die drei Schwanenweiher. Der oberste runde Weiher ist das Tosbecken der großen Kaskade. Ihm schließen sich zwei weitere Weiher an. Abgeschlossen wird die Anlage durch einen Grabhügel, auf dem sich eine Ruine befindet. In der Mitte des Grabhügels befindet sich eine Nische, die früher mit Muscheln ausgekleidet war und eine Quelle enthielt. Diese Quelle wurde genauso wie die Fontäne in den Schwanenweihern über die große Kaskade gespeist. Der Grabhügel ist ebenso wie der Damm zwischen den Weihern mit Findlingen verkleidet. Die Anlage hat Ähnlichkeit mit dem Kastell im Schwetzinger Park, das zur gleichen Zeit gebaut wurde.

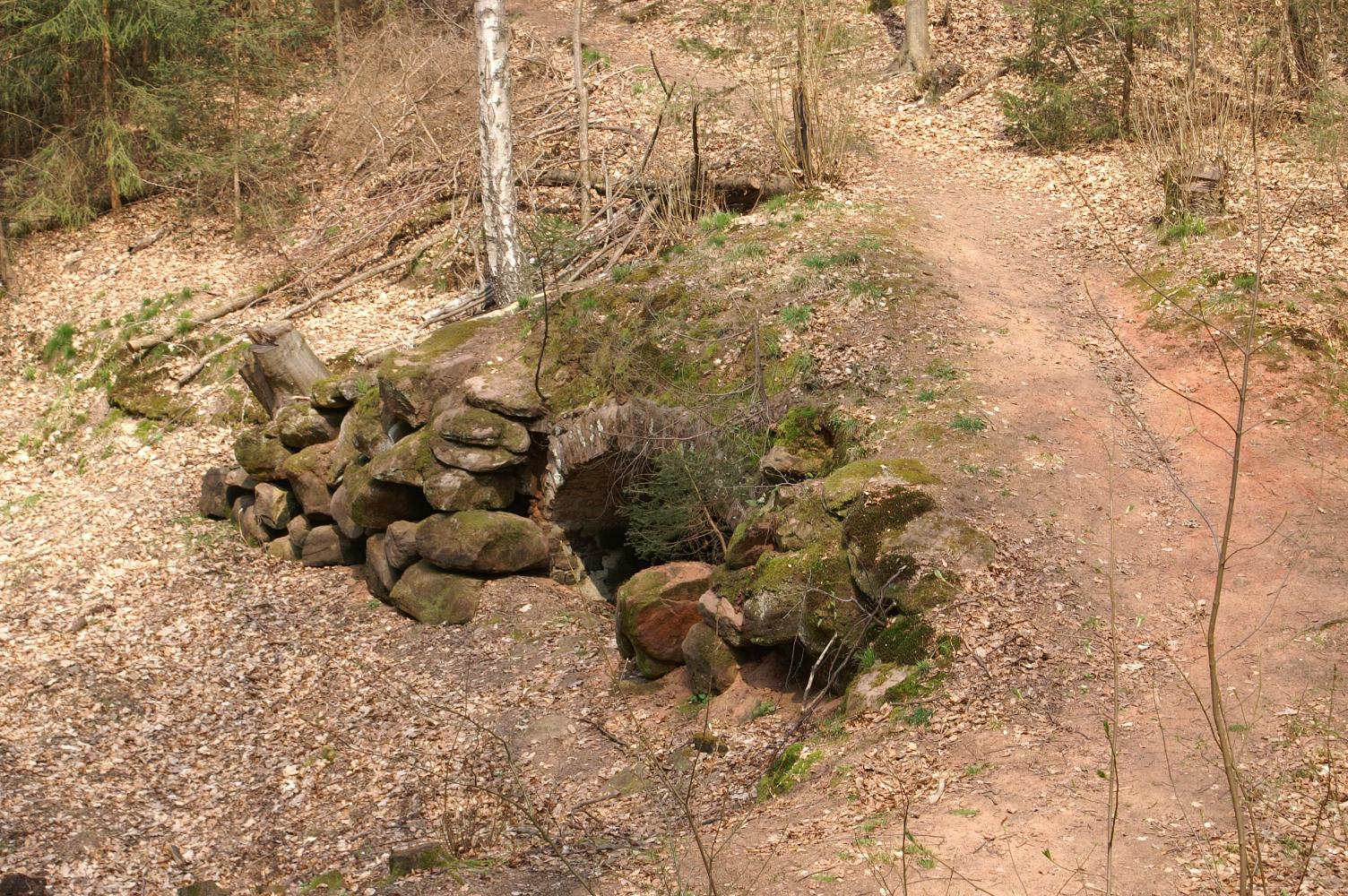
Abfluss des Schwanenweihers, vor der Wiederherstellung
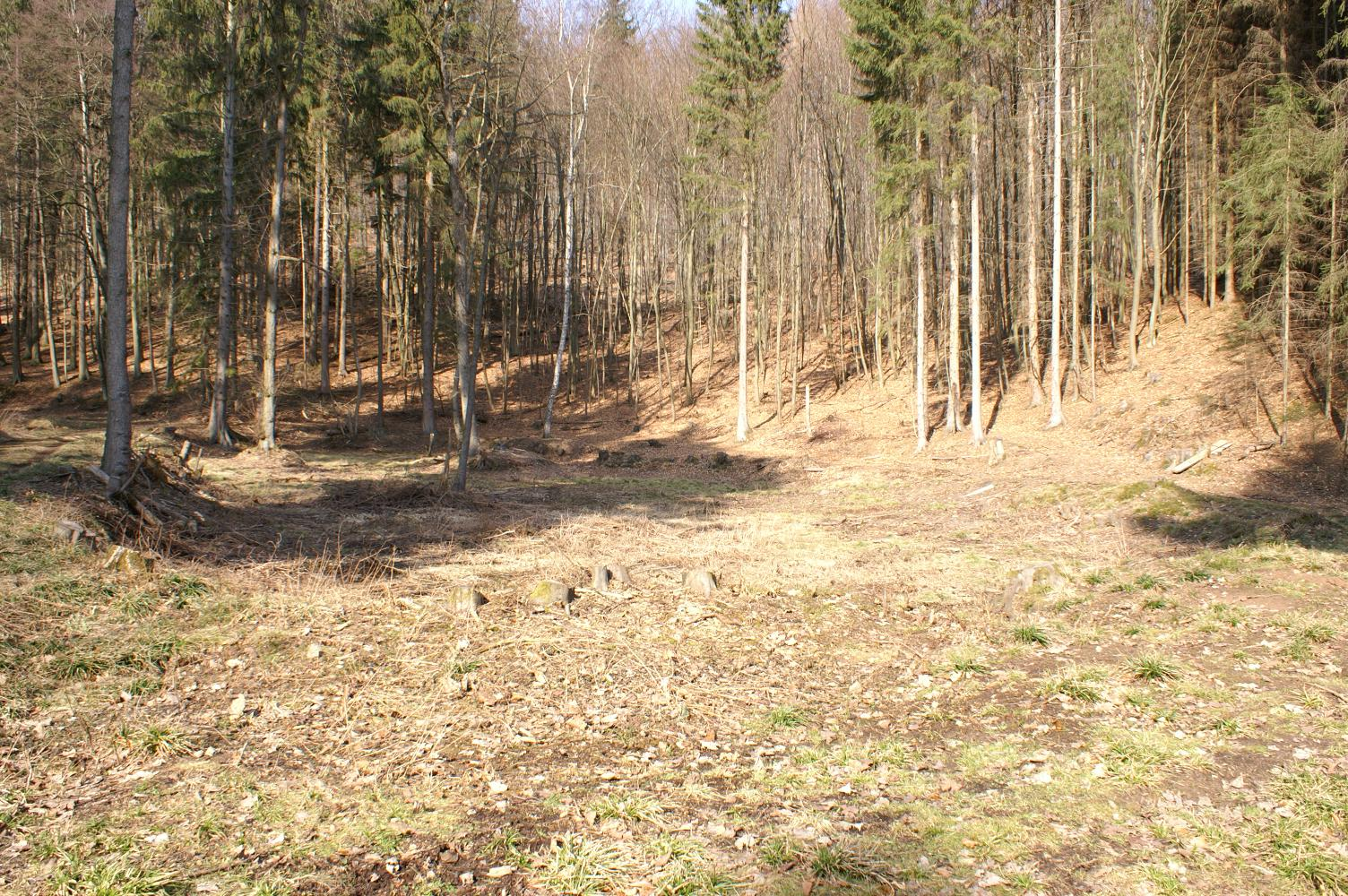
Mittlerer Schwanenweiher, vor der Wiederherstellung
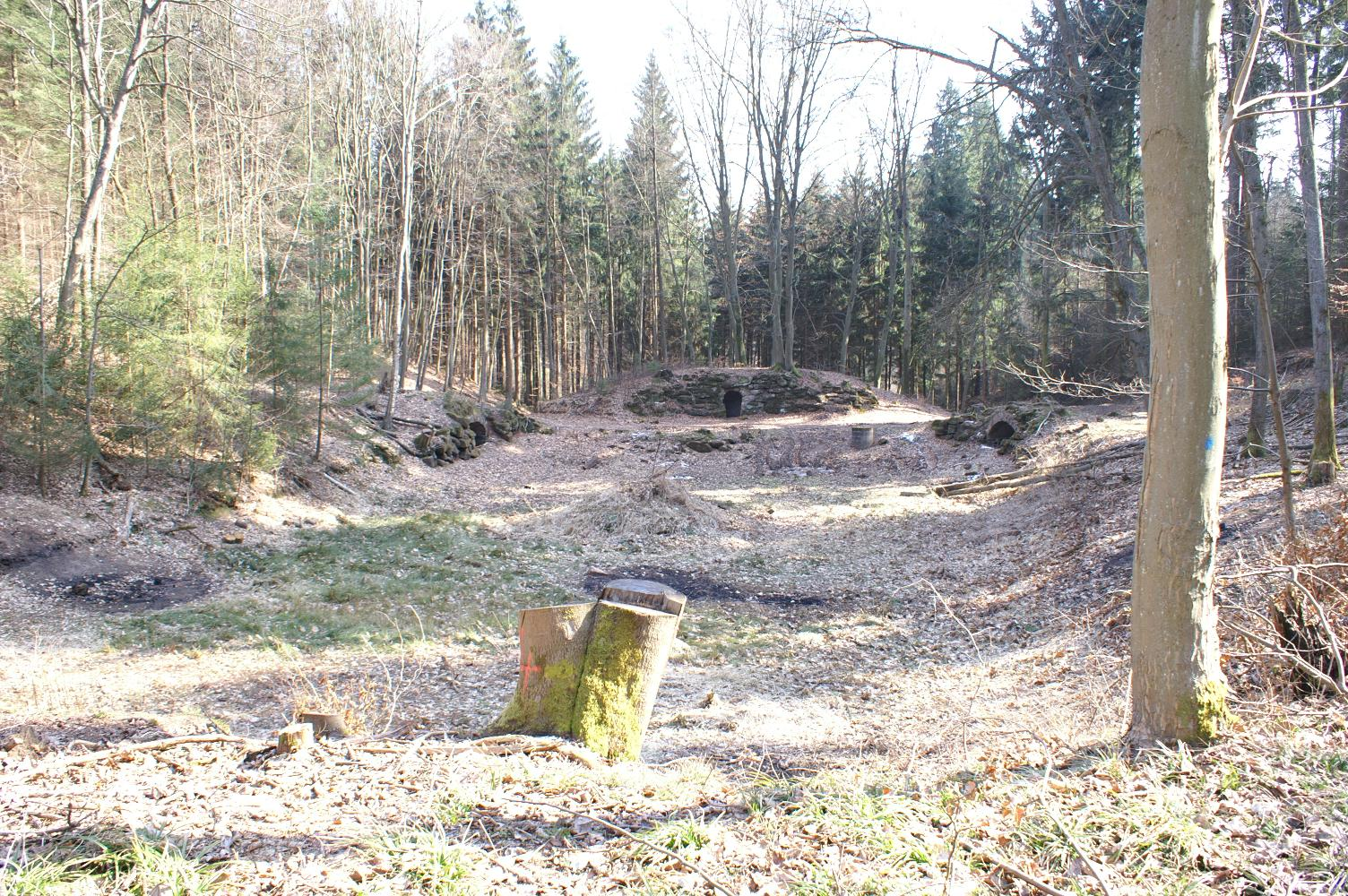
Unterer Schwanenweiher mit Tumulus, vor der Wiederherstellung
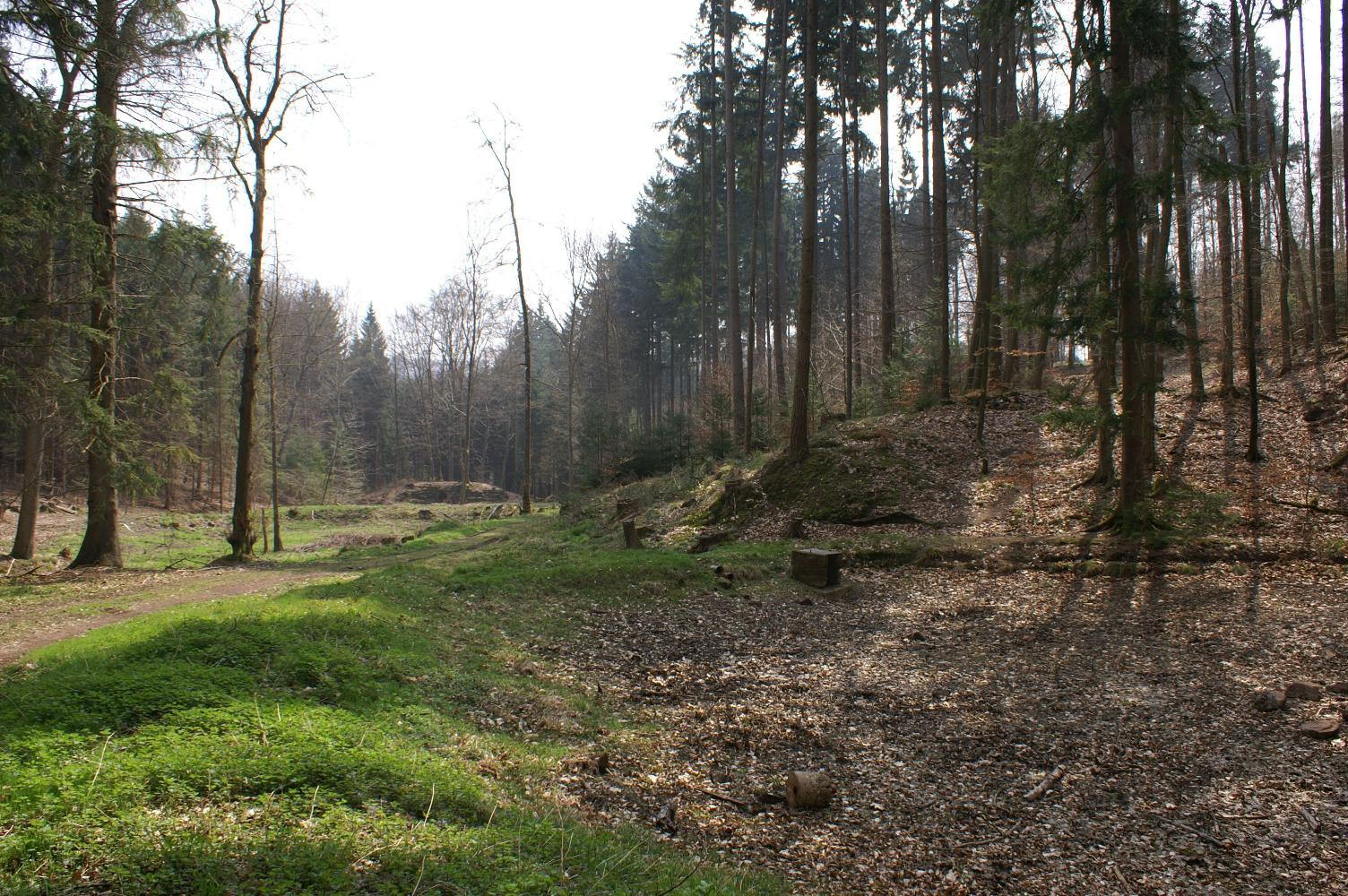
Schwanenweiher, Kaskade und Tumulus, vor der Wiederherstellung
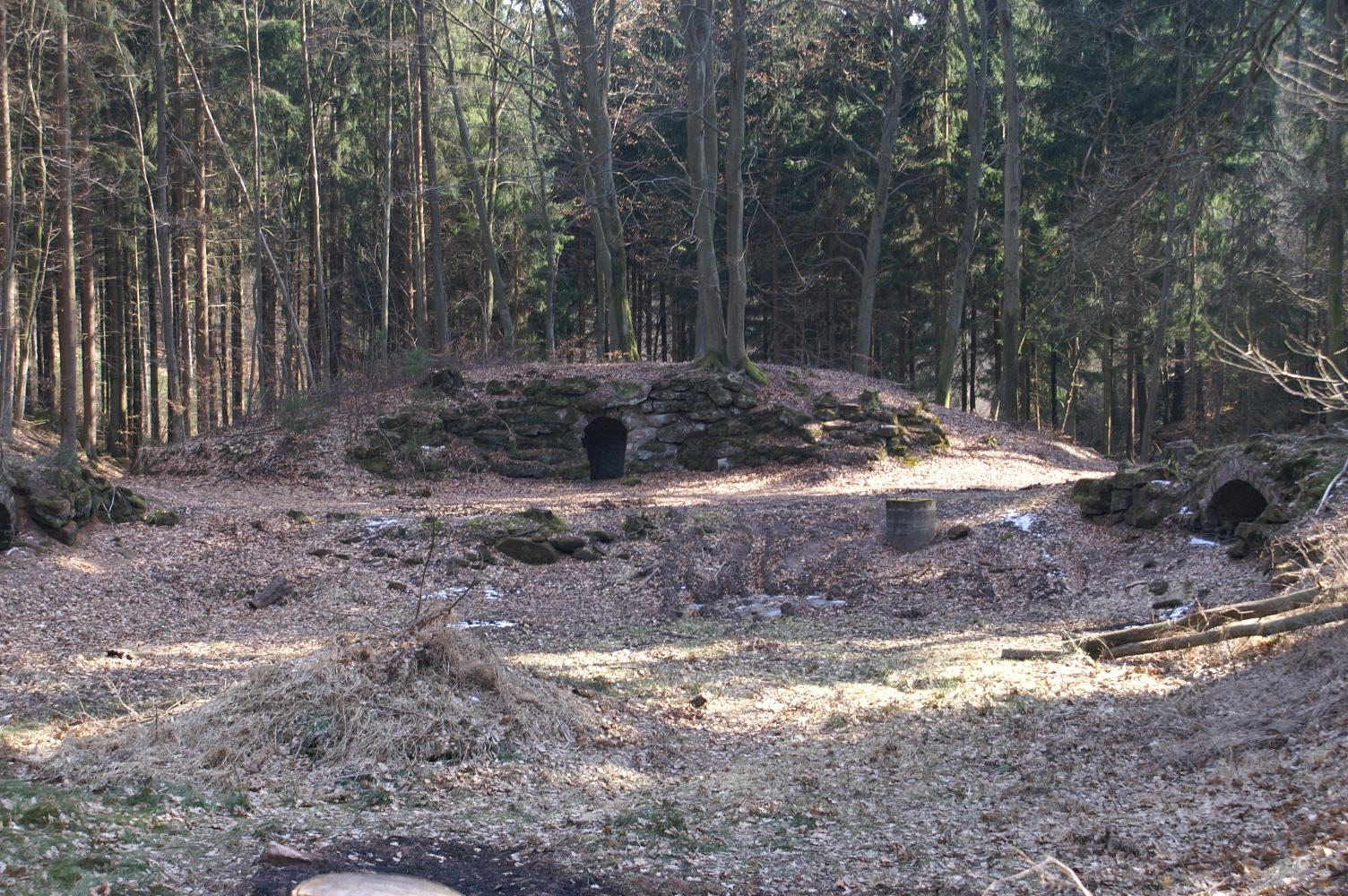
Tumulus, vor der Wiederherstellung
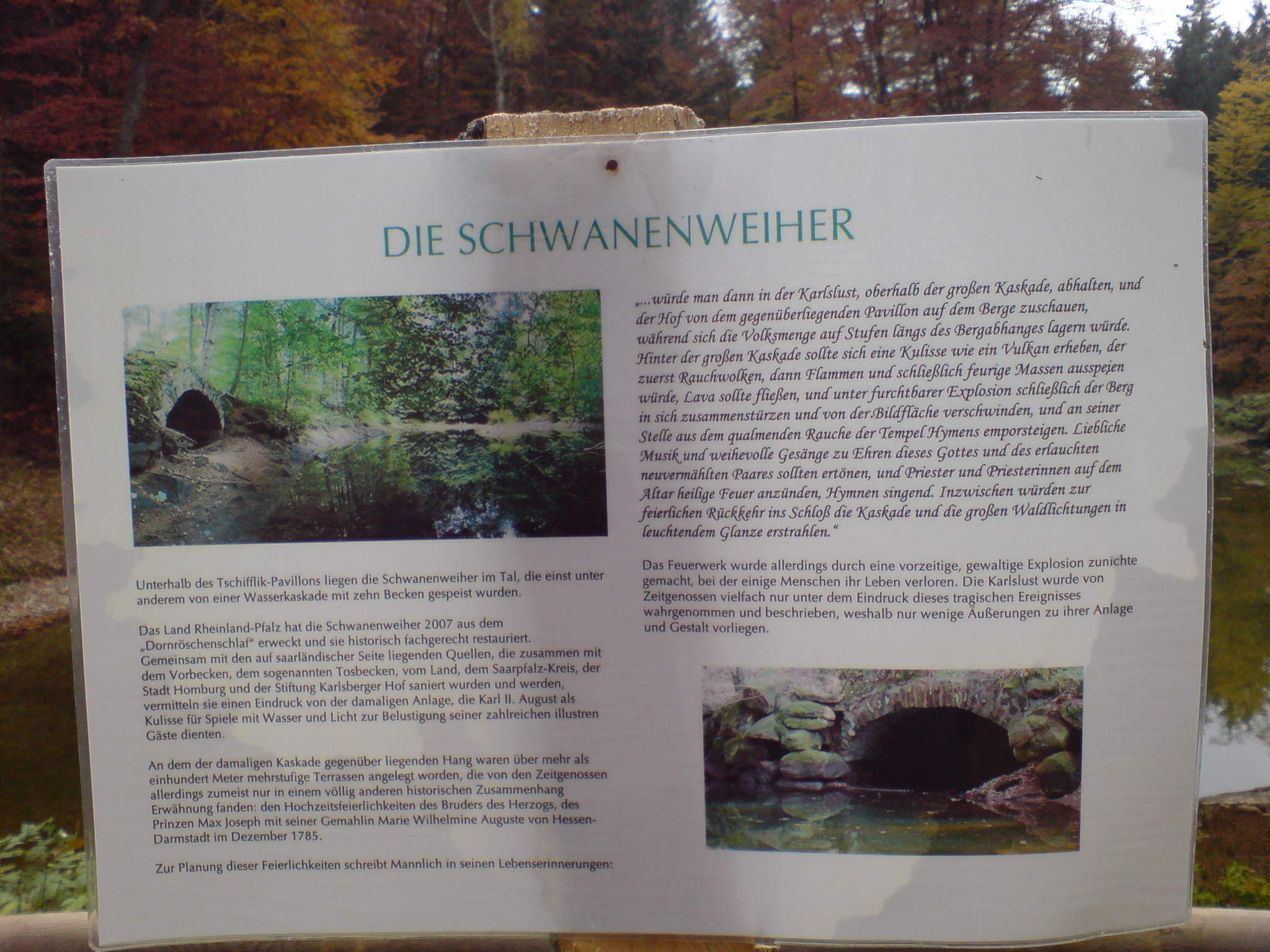
Die Aushangtafel an den Schwanenweihern nach der Wiederherstellung
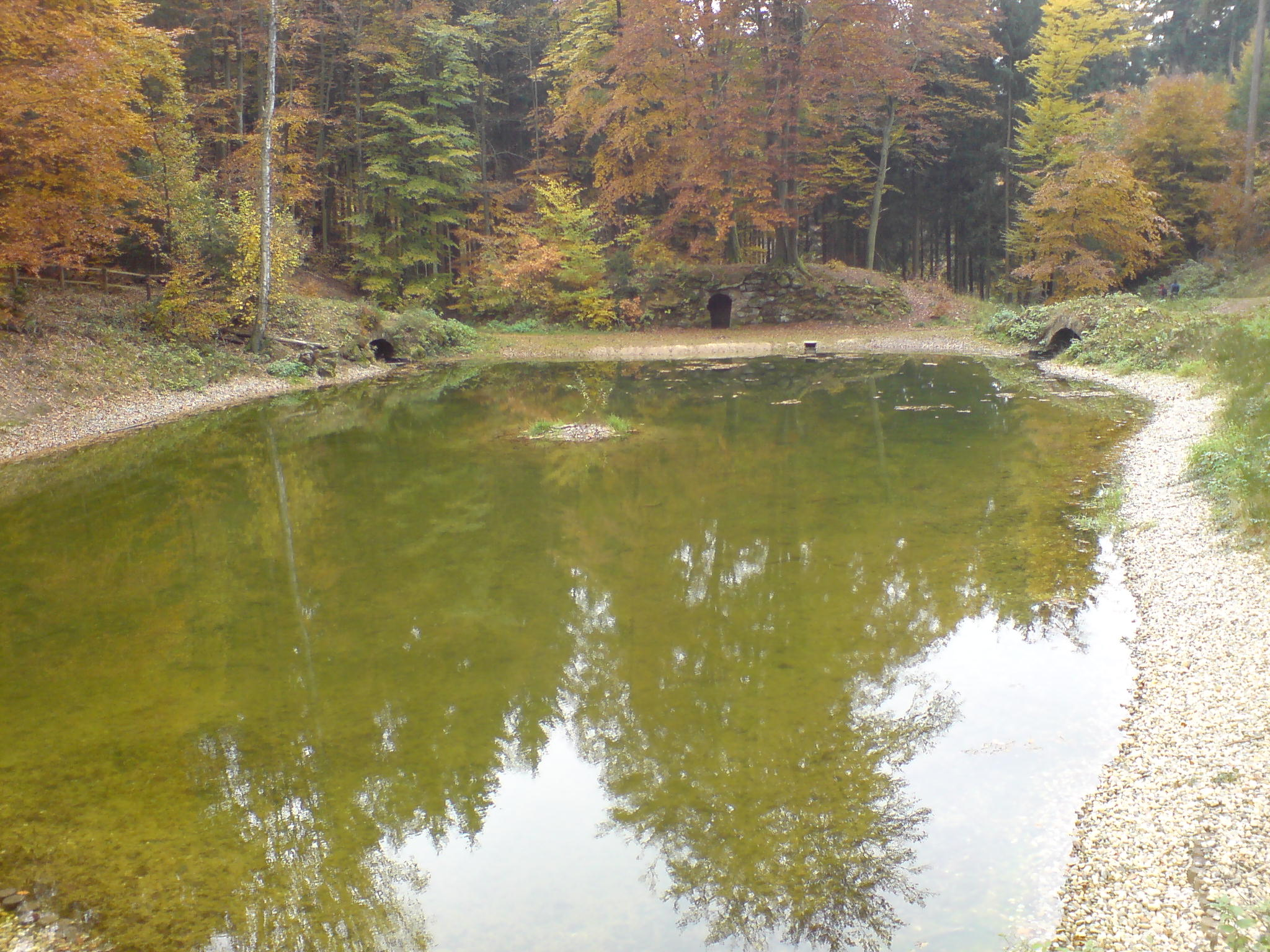
Der untere Schwanenweiher mit Tumulus
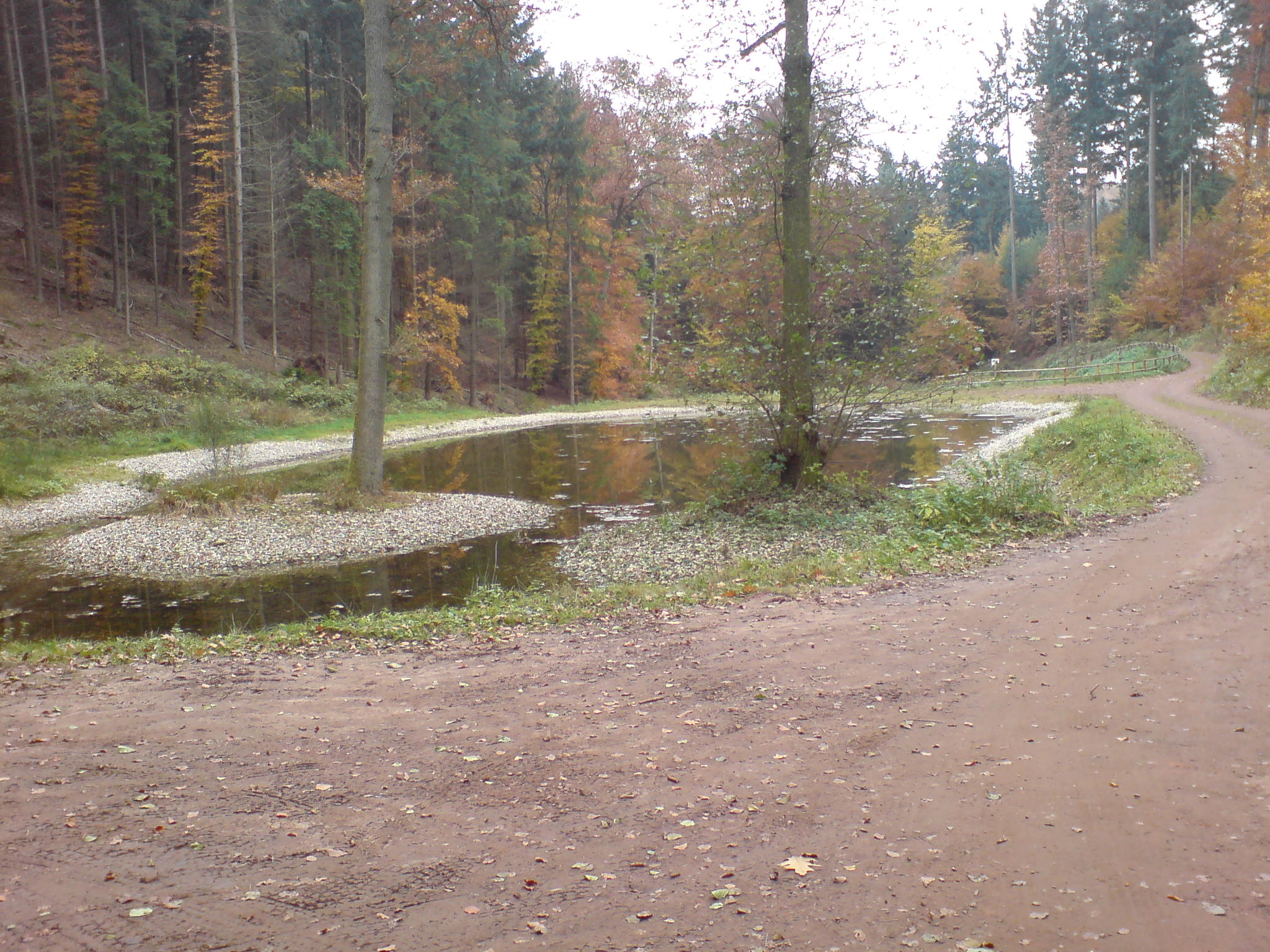
Der mittlere Schwanenweiher vom Einlauf betrachtet
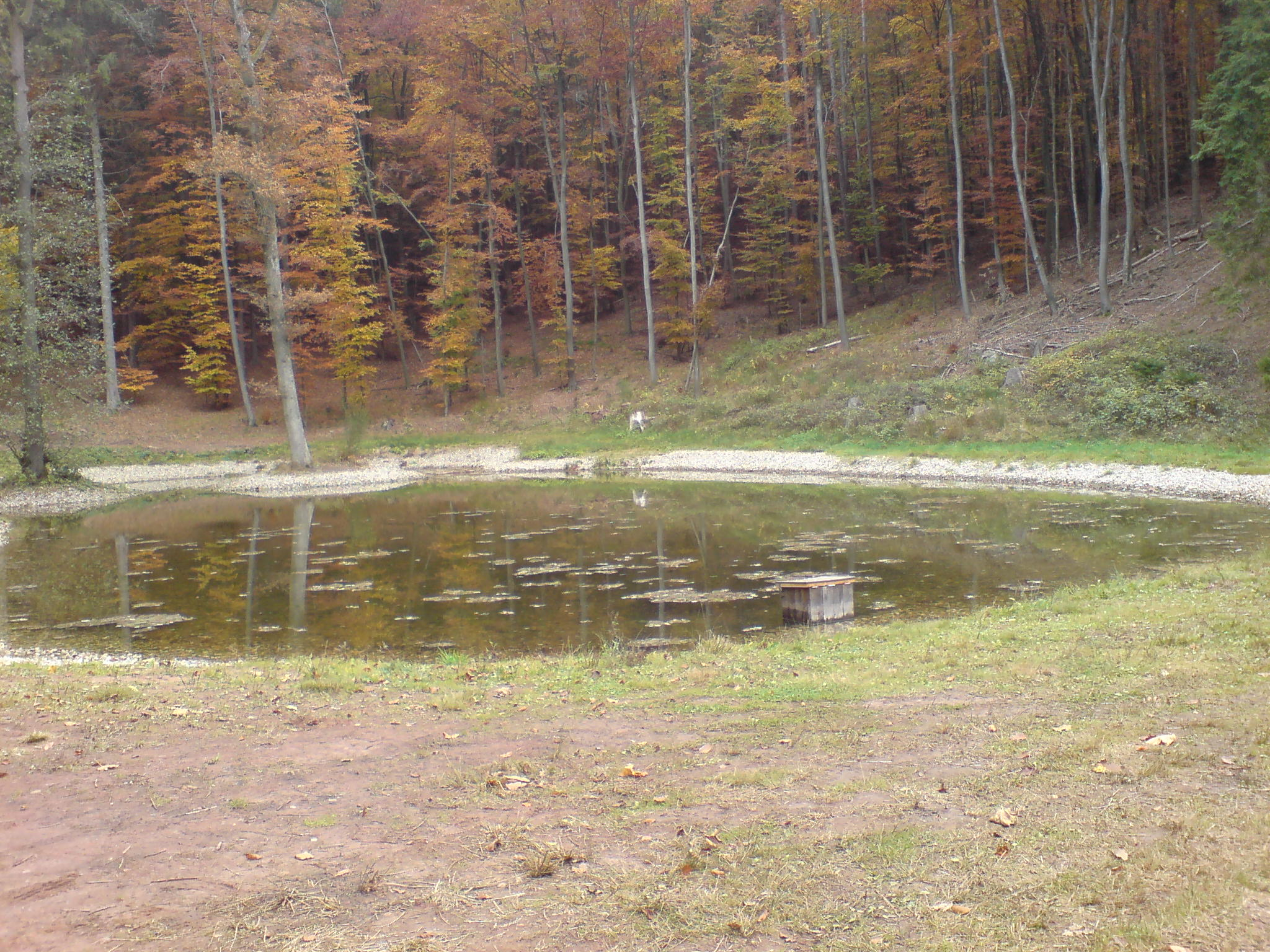
Der mittlere Schwanenweiher vom Auslauf betrachtet
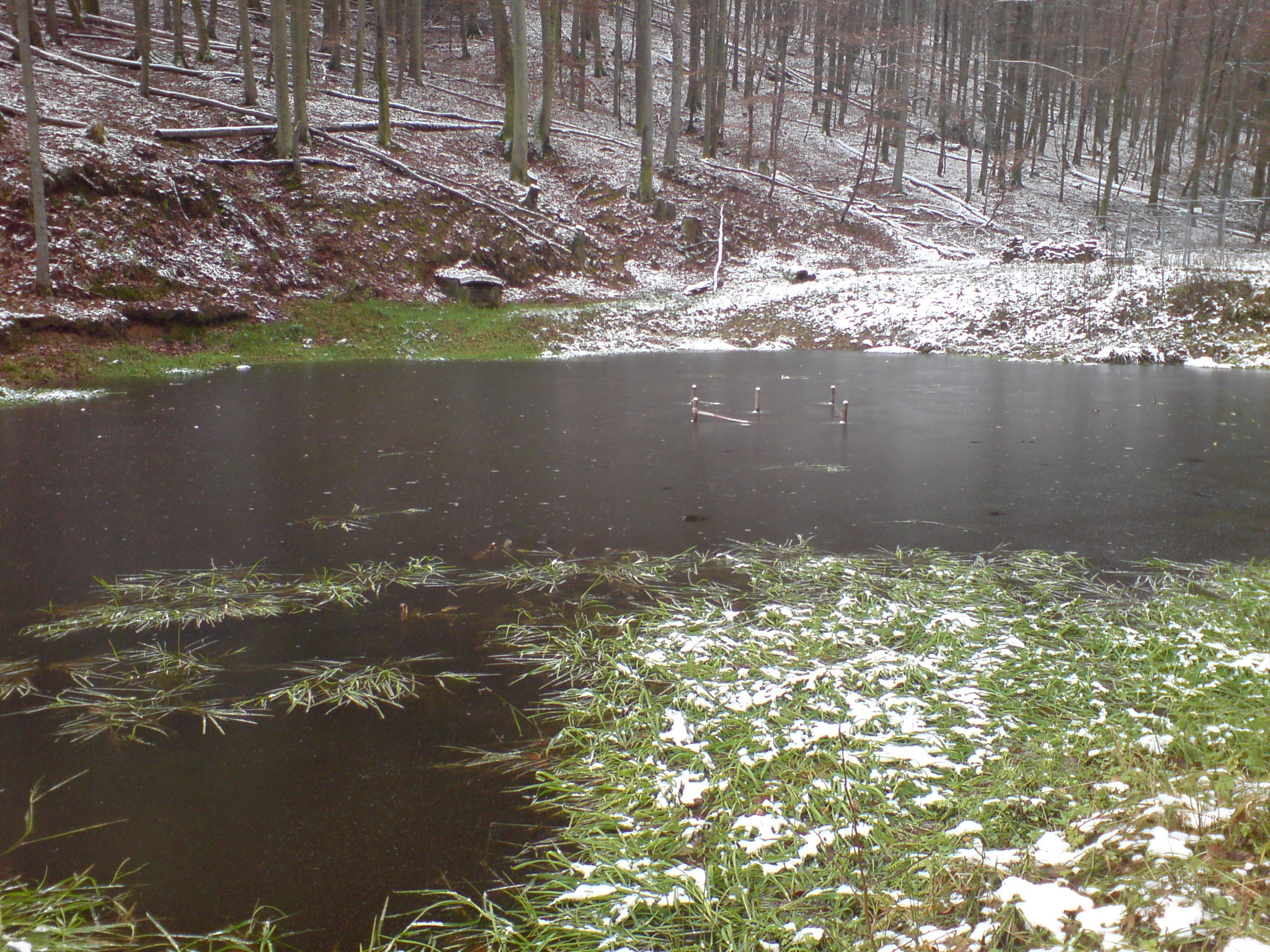
Der obere Schwanenweiher im Winter

## Der Karlsberg heute
Das einzige Gebäude der Schlossanlage, das heute noch bewohnt ist, ist das Baumagazin. Ebenso wie die anderen Gebäude am Fuße des Berges blieb es von der Zerstörung verschont. In der Folgezeit wurde es als Brauerei und Forsthaus genutzt, bis es schließlich von der Karlsberg Brauerei aufgekauft, renoviert und anschließend als Direktorenvilla genutzt wurde. Das heutige Gebäude hat nur noch geringe Ähnlichkeit mit dem ursprünglichen Zustand. Das Gebäude ist kürzer, die Dachform ist nicht mehr die ursprüngliche, und die Aufstockung am einen Ende stammt aus der Zeit der Nutzung als Forsthaus.

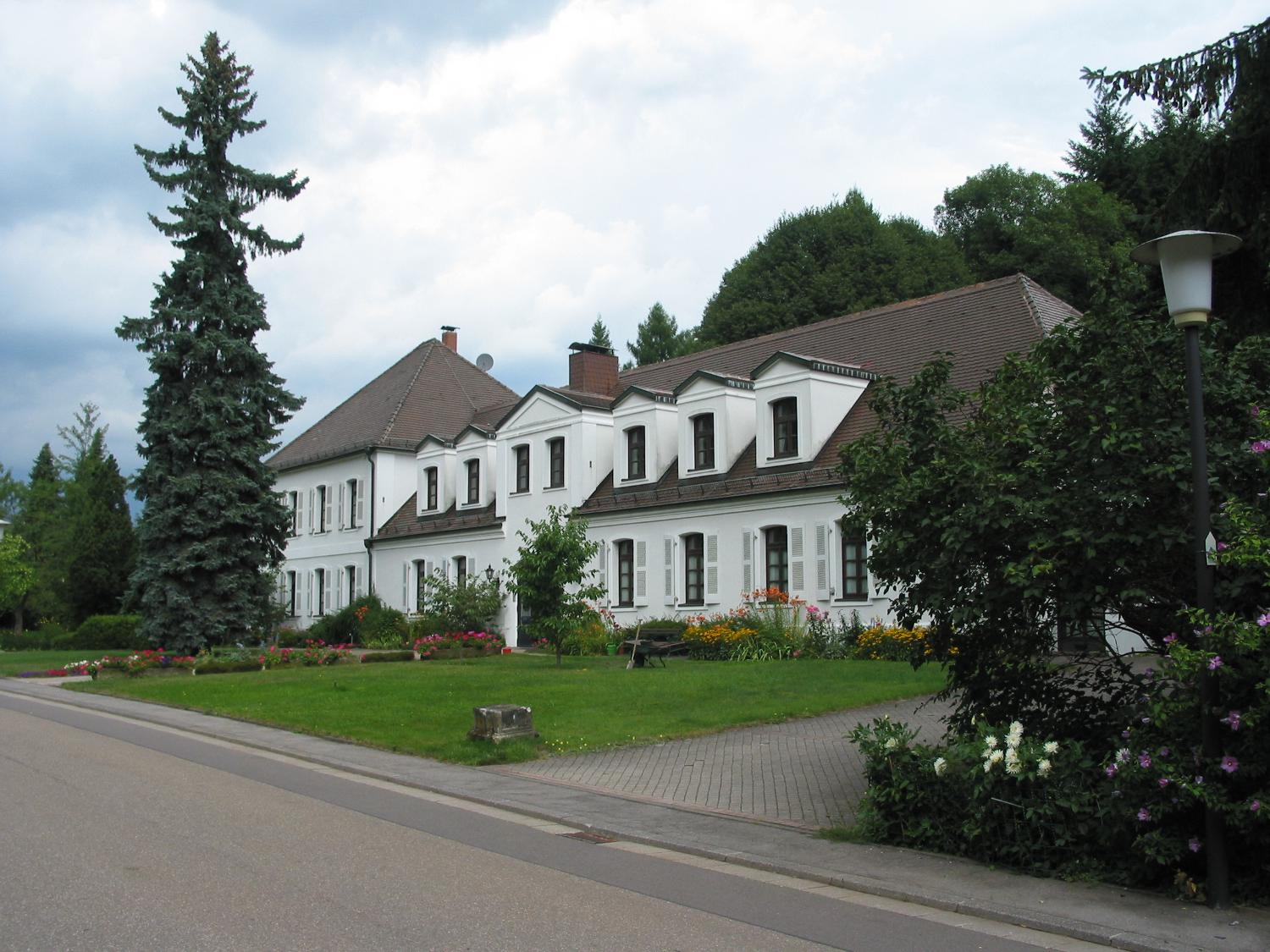
Ehemaliges Baumagazin des Schlosses
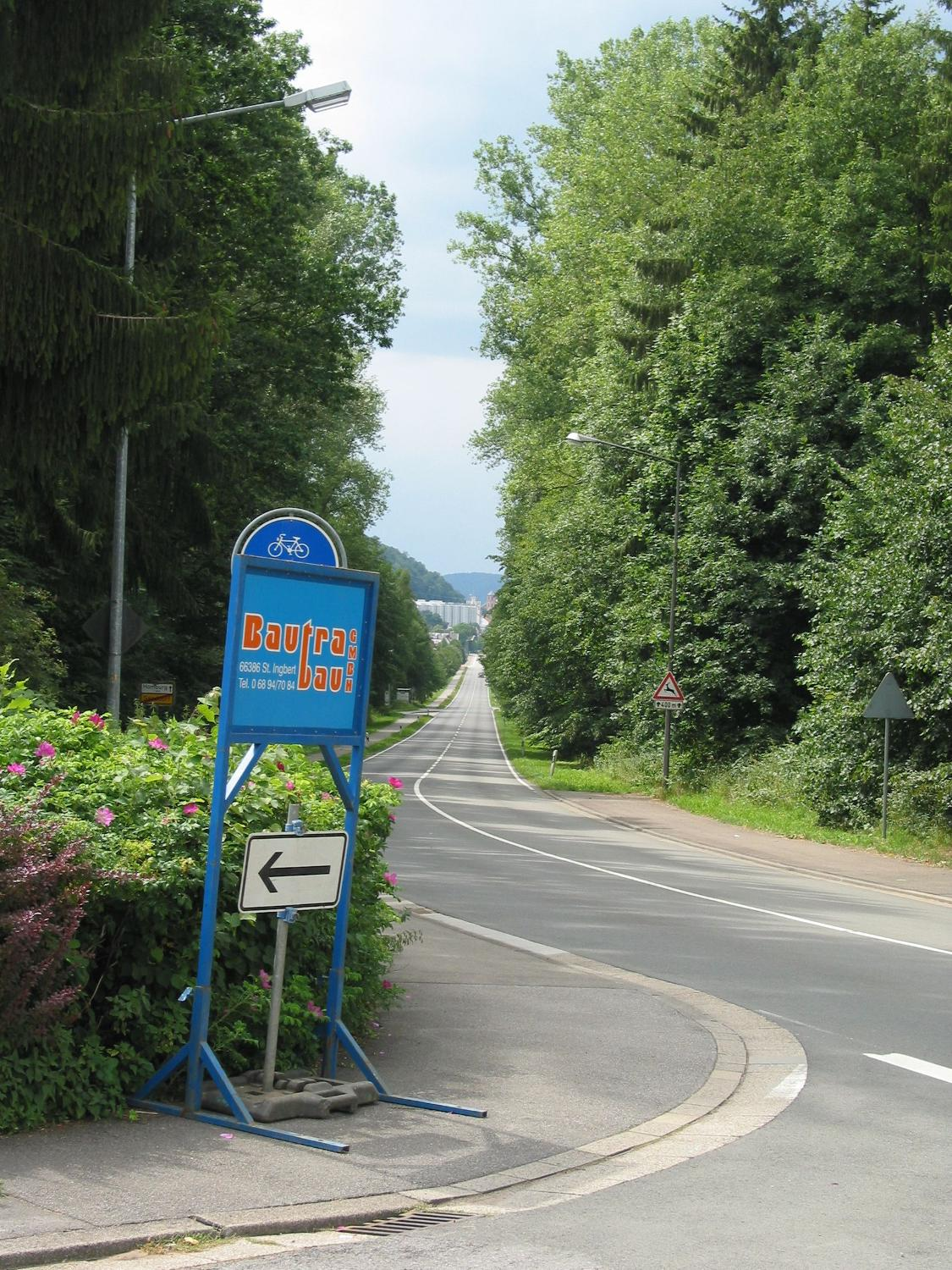
Ehemalige Allee nach Homburg
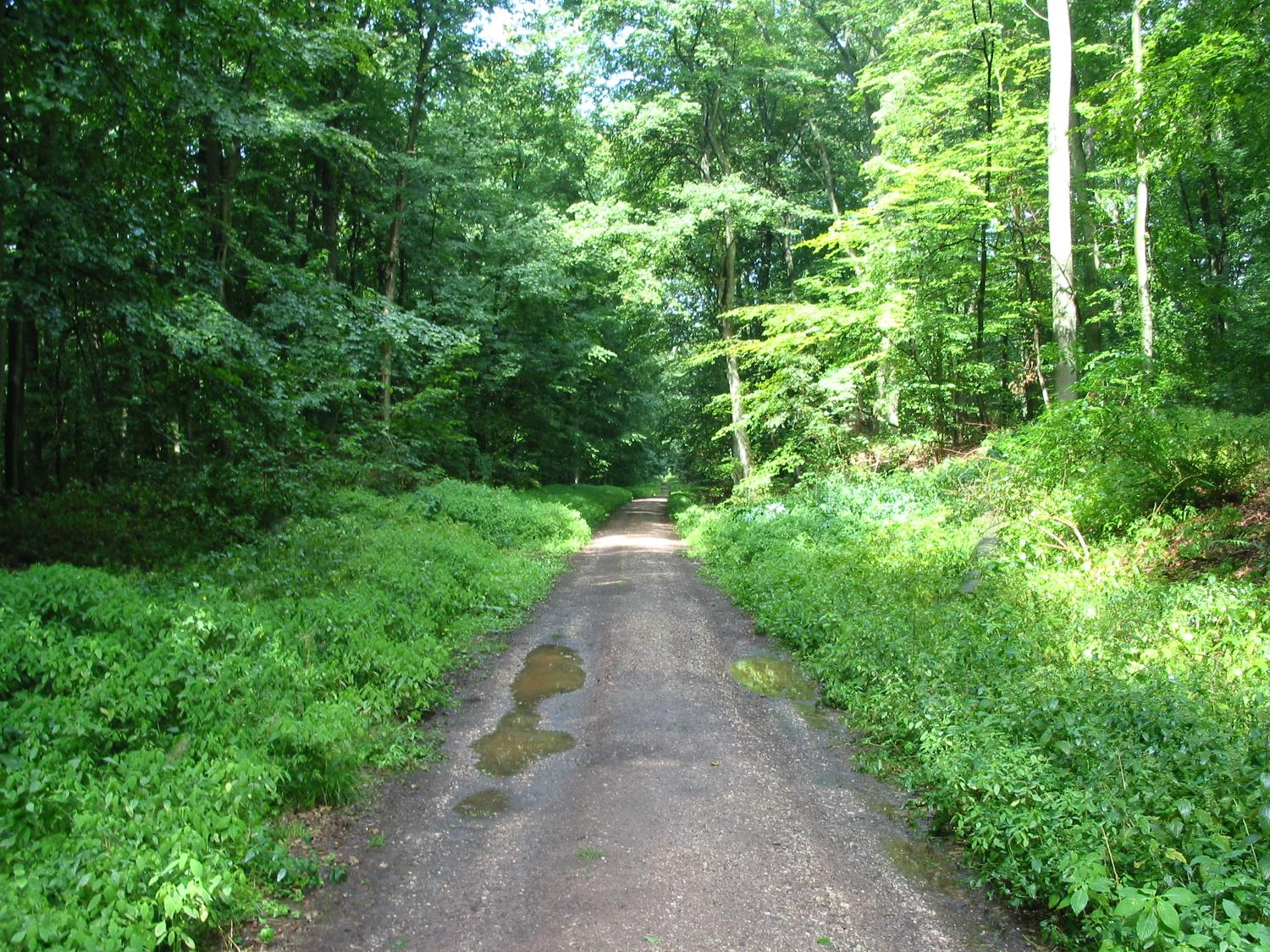
Paradestraße entlang der Schlossfront
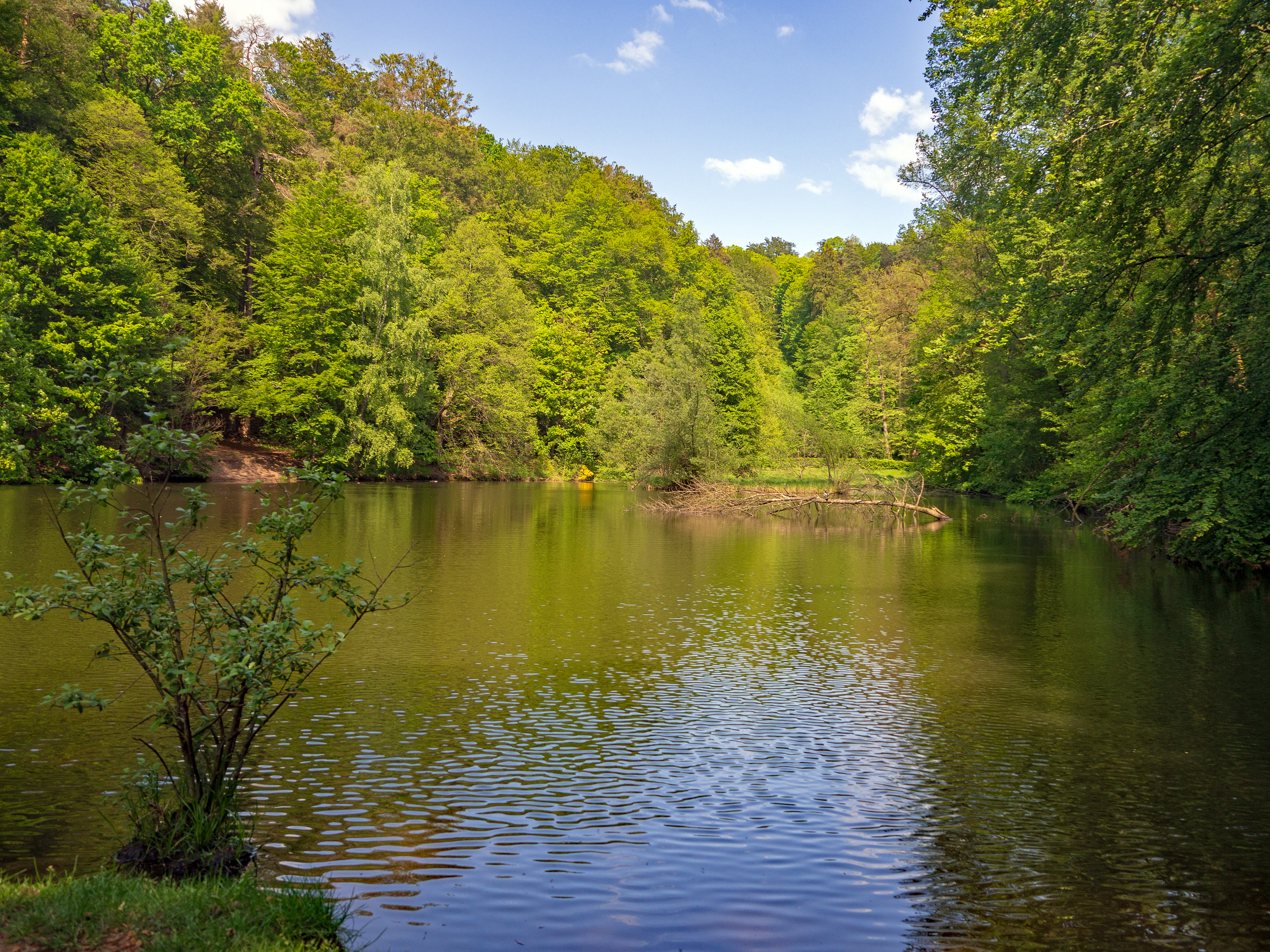
Blick auf den Karlsbergweiher
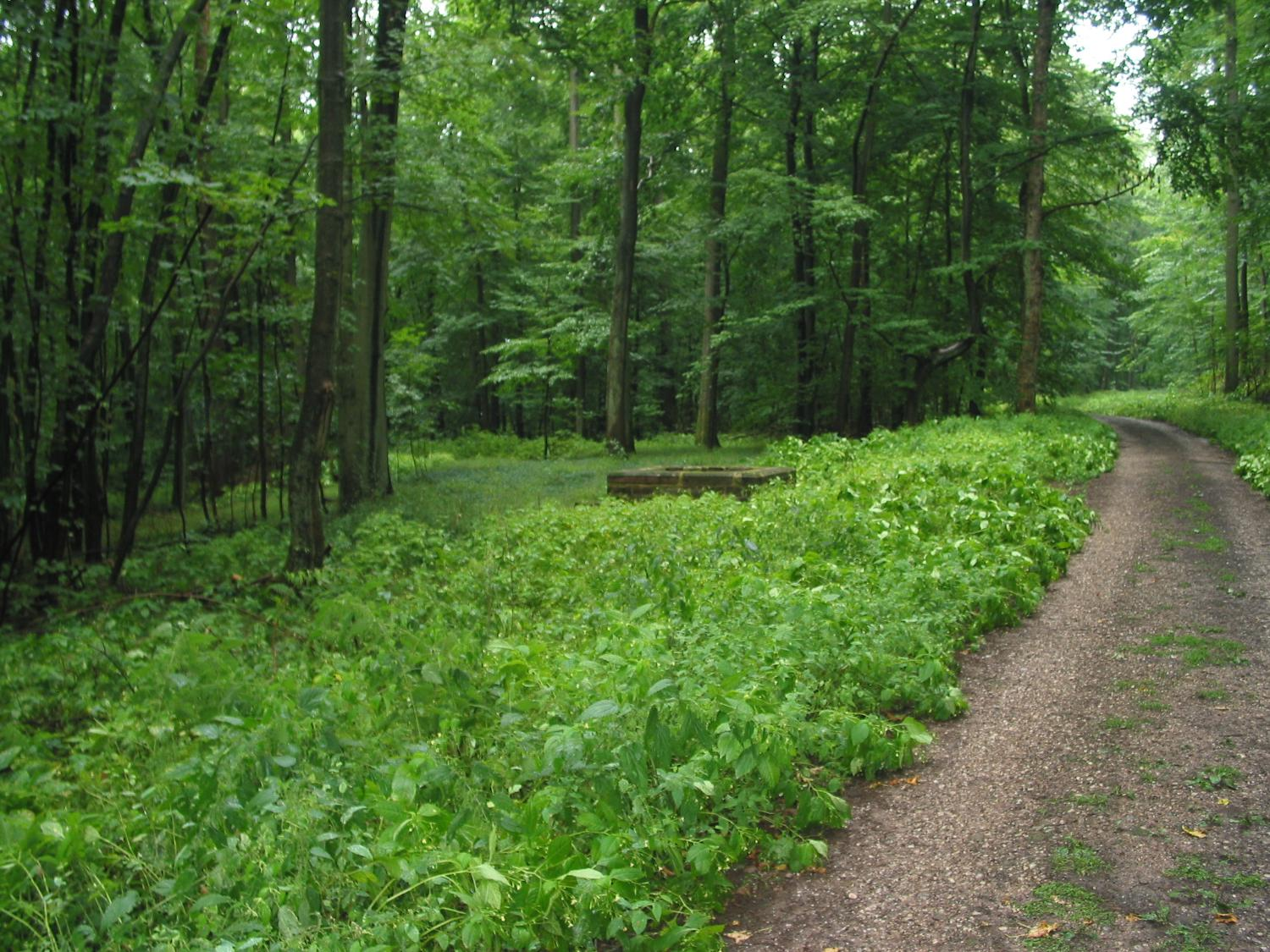
Brunnen des ehemaligen Karlsberg-Forsthauses
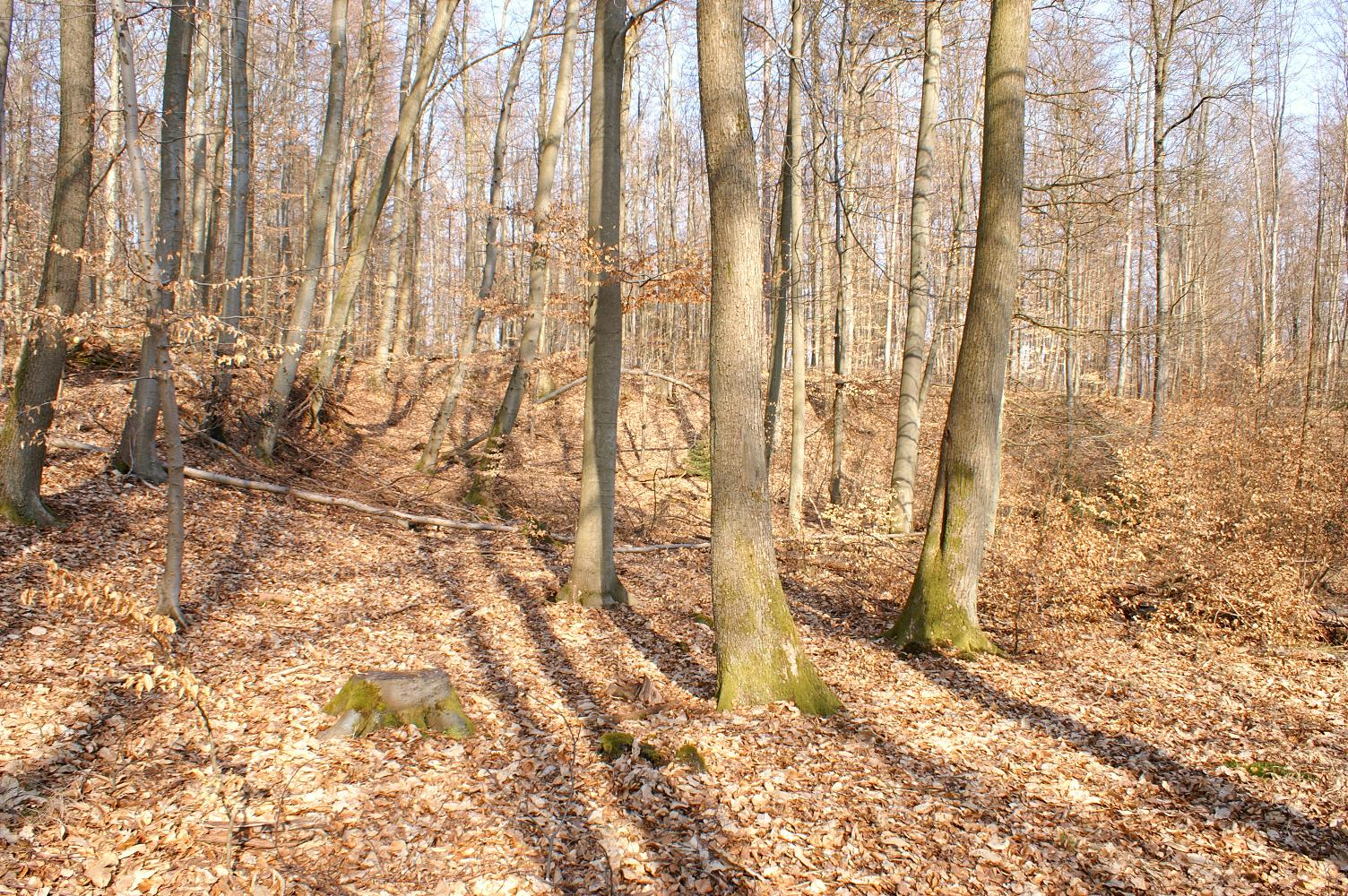
Terrasse am Bärenzwinger
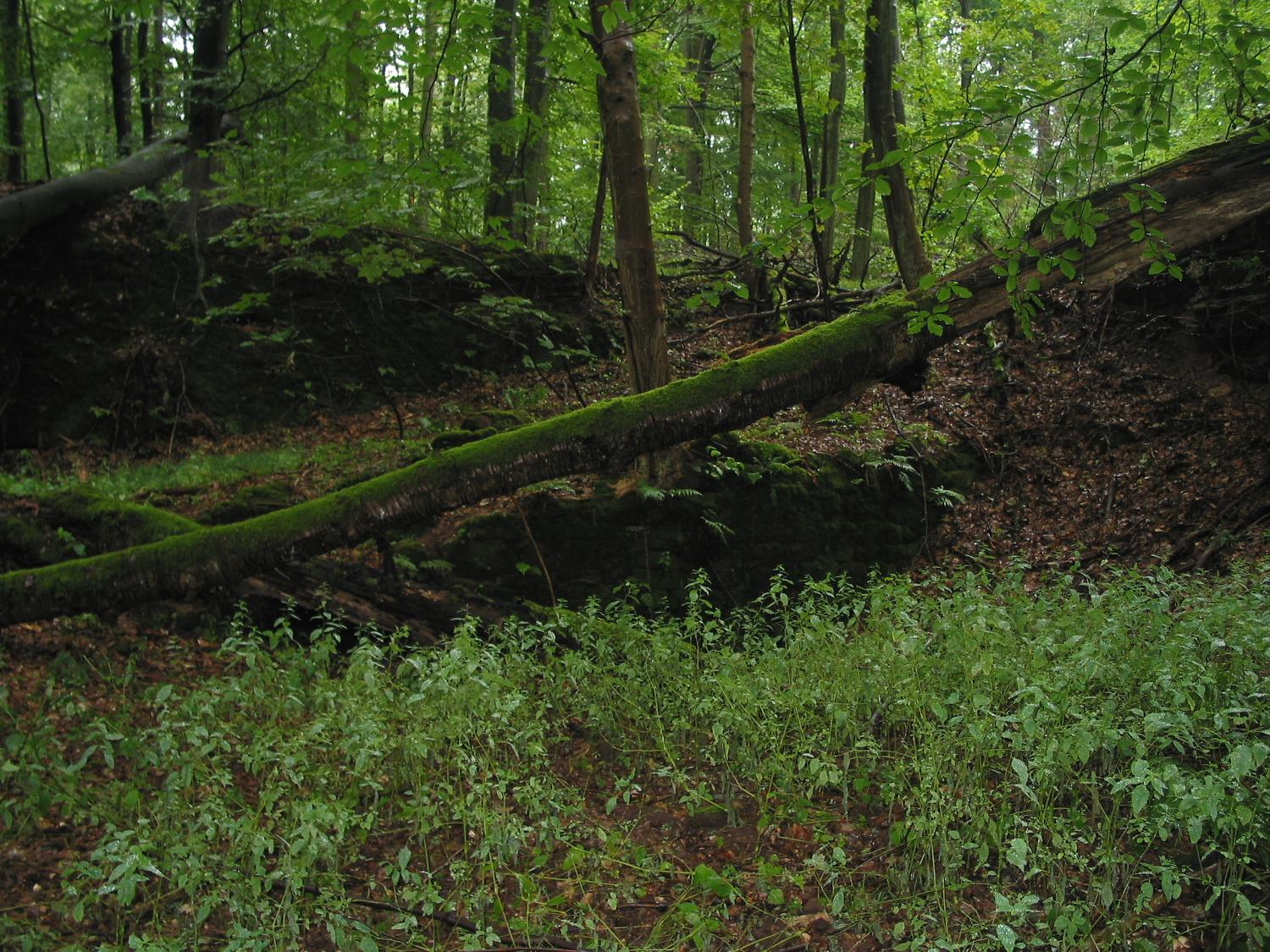
Rampe hinter der Reithalle
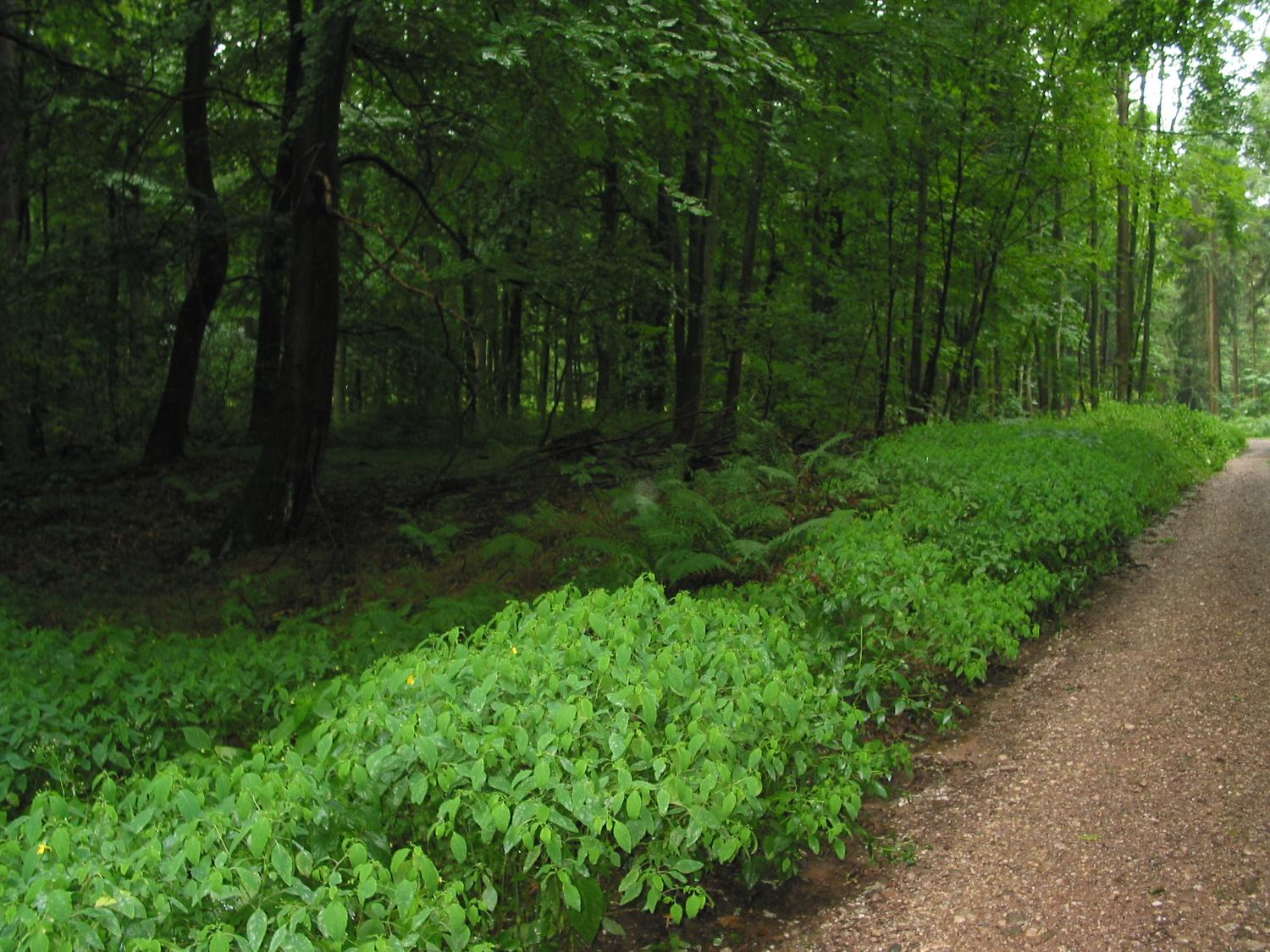
Standort der Remisen
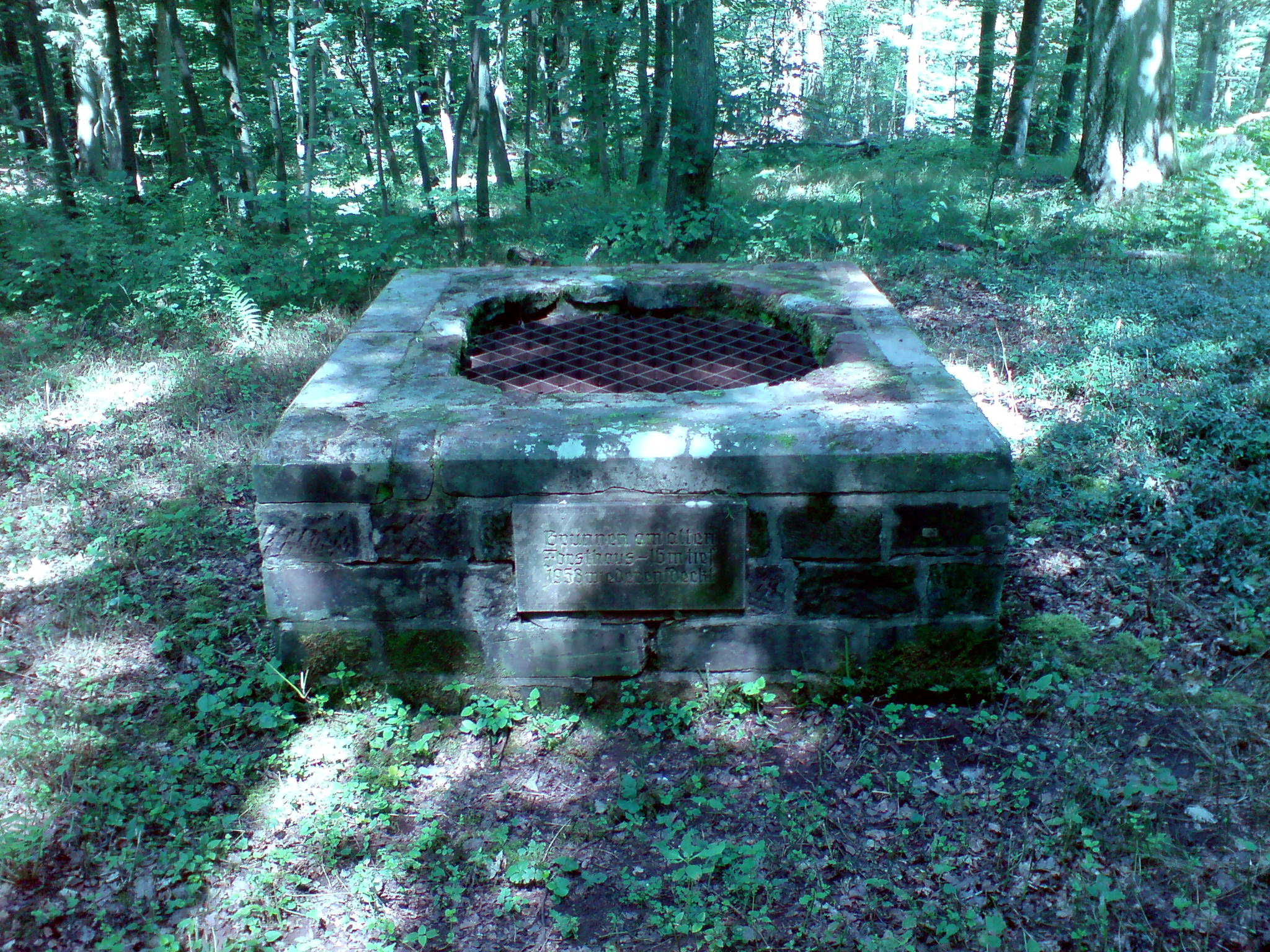
Brunnen des ehemaligen Forsthauses hinter der Reithalle
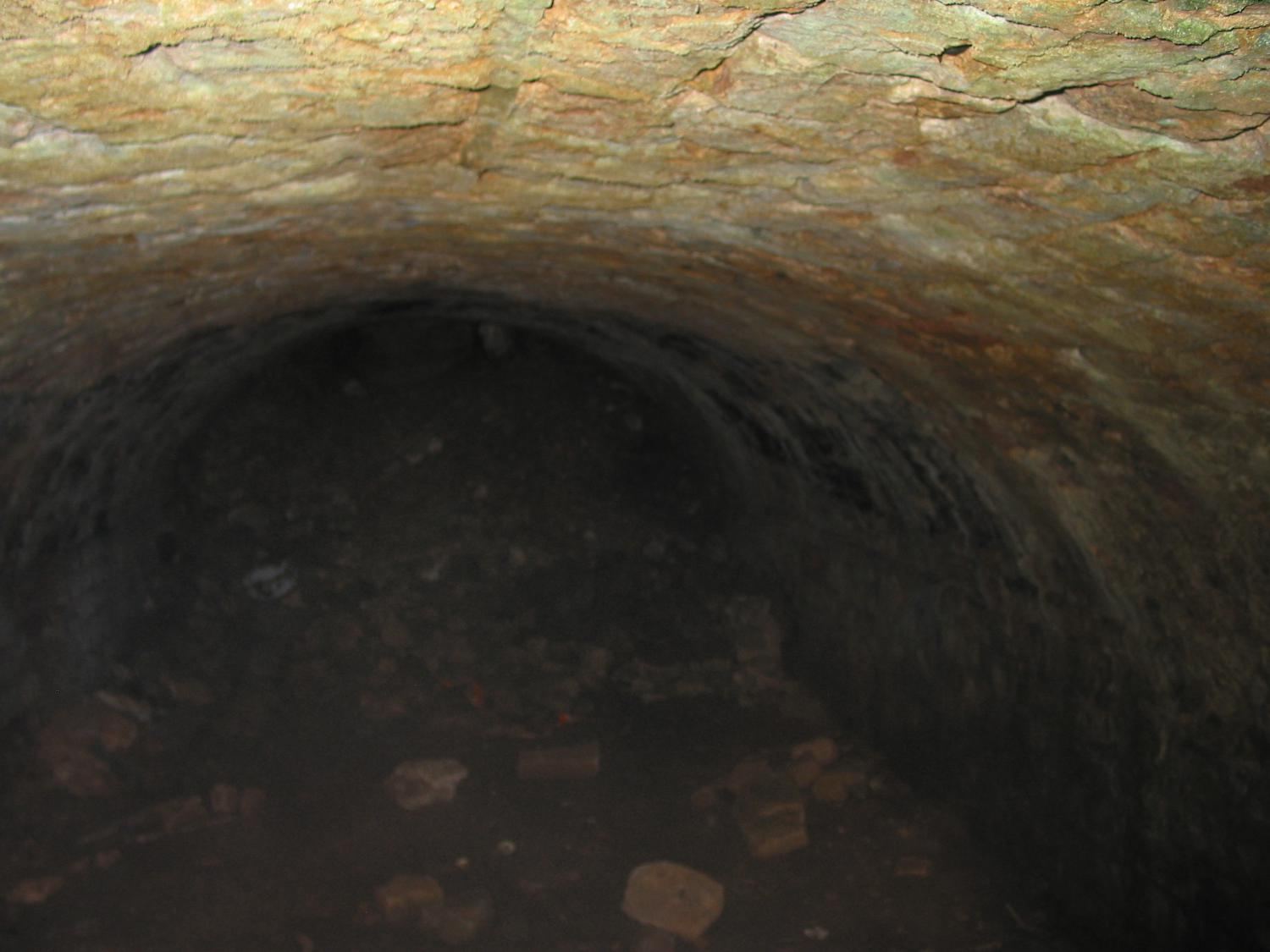
Keller des Kavaliersgebäudes, im Volksmund Räuberhöhle genannt

## Belege
1. ↑  Johann Christian von Mannlich: Rokoko und Revolution, S. 202 f.
2. ↑  Johann Christian von Mannlich: Rokoko und Revolution, S. 226 ff.
3. ↑  Friedrich Christian Karl von Fürstenwärther: Gedächtnis der Maximilian und Wilhelminen geheiligten Abende. 1786. In: Mitteilungen des Historischen Vereins der Pfalz, 7, 1878, S. 63–70. Hier S. 67 ff.
4. ↑  Zweibrücker Zeitung vom 1. Januar 1786, Nr. 1, S. 1 f.